# Chăn nuôi bò

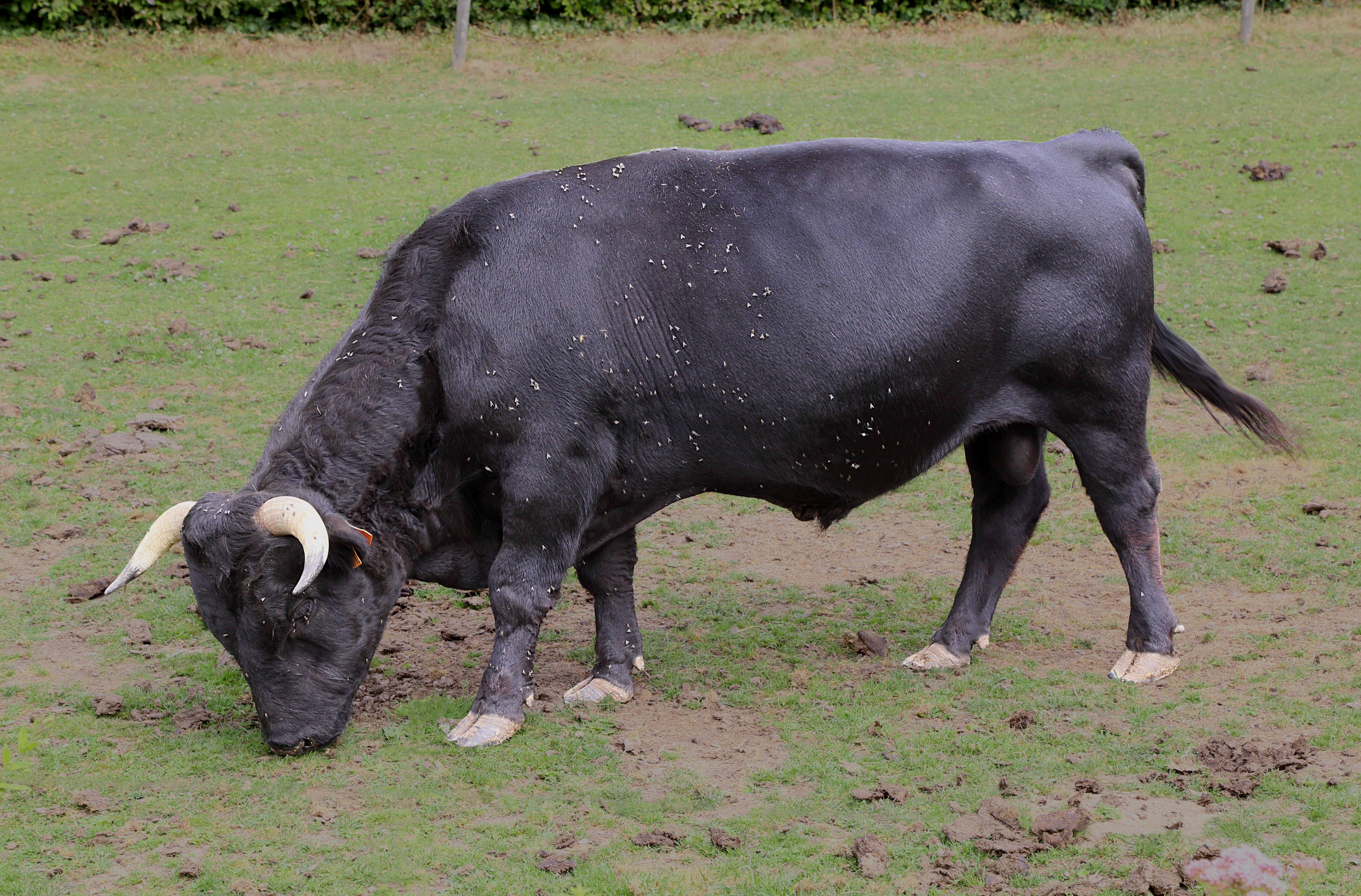
Một con bò đực thuộc giống bò thịt được chăn nuôi để lấy thịt bò

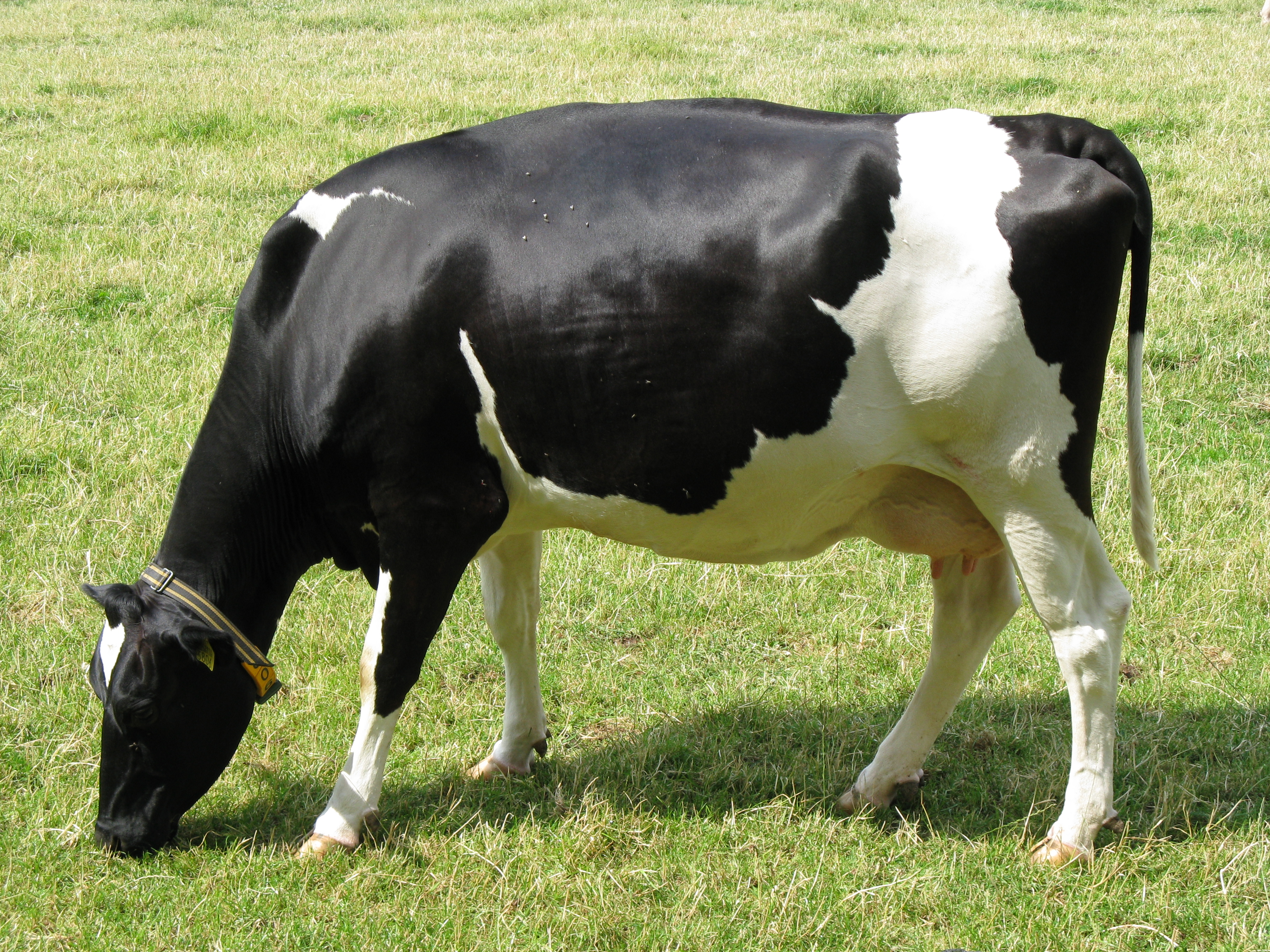
Một con bò sữa đang được chăn thả để lấy sữa

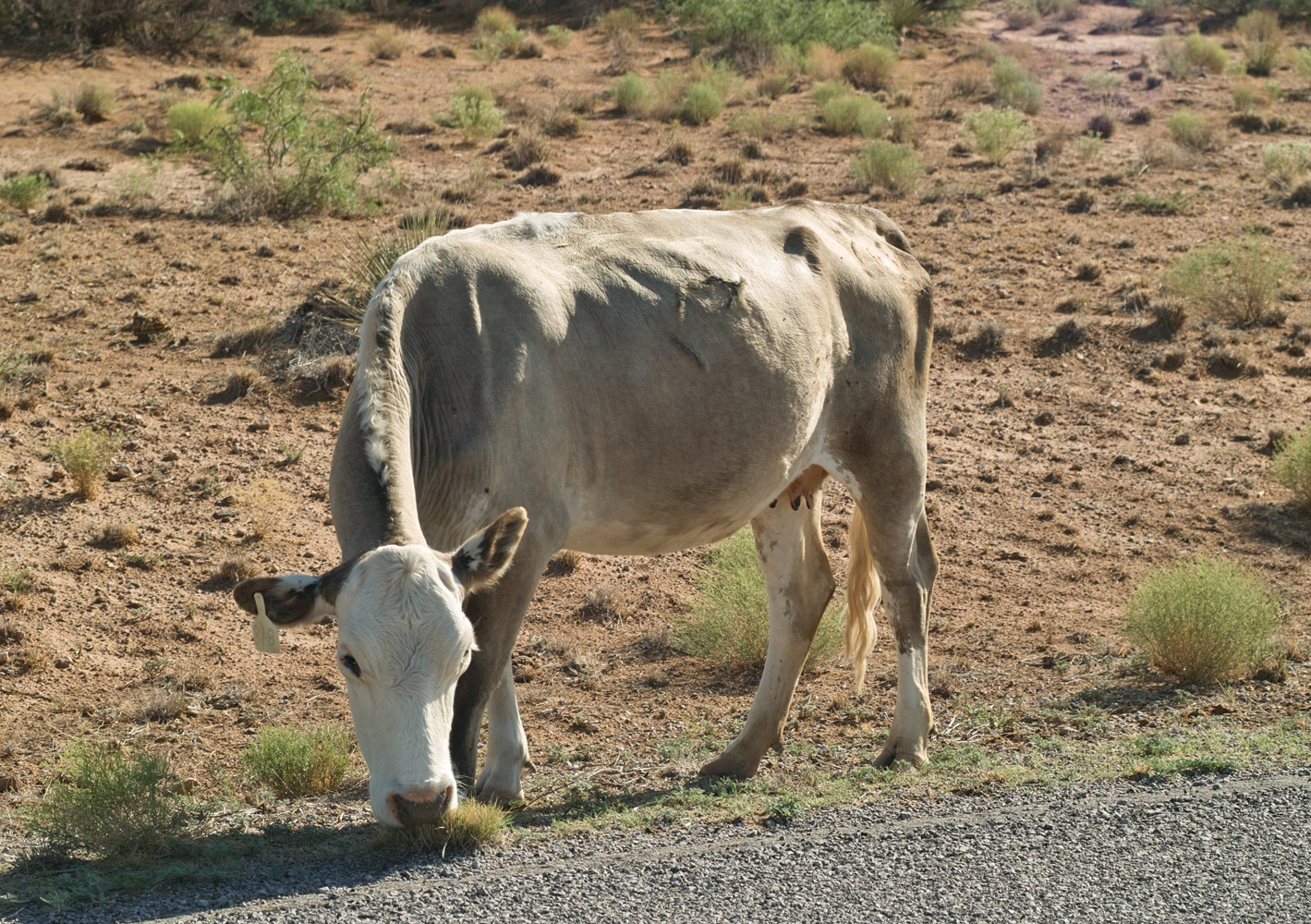
Một con bò cày kéo đang gặm cỏ khô ở sa mạc

Chăn nuôi bò hay còn gọi đơn giản là chăn bò, chự bò hay nuôi bò là việc thực hành chăn nuôi các giống bò nhà, thông thường là các giống bò thịt và bò sữa. Chăn nuôi bò là một bộ phận quan trọng trong ngành chăn nuôi vì tầm quan trọng của việc sản xuất thịt bò và sữa bò, đặc biệt ở các nước phát triển nơi có sự công nghiệp hóa nông nghiệp cao như Mỹ, Úc, New Zealand, các nước châu Âu, Hà Lan, Anh, Pháp, Nhật Bản thì việc chăn nuôi bò được thực hiện theo quy trình chặt chẽ, khoa học, và đảm bảo kiểm soát chất lượng, đảm bảo đầu ra trong chăn nuôi và tiêu thụ sản phẩm.
Trong lịch sử, việc chăn nuôi bò chủ yếu là để lấy sức kéo phục vụ cho việc cày cấy, đồng áng và kéo xe, thồ hàng, một số hoạt động chăn nuôi, chọn giống phục vụ cho một số mục đích đặc biệt như đua bò, đấu bò, chọi bò nhưng không phô biến bằng. Hiện nay, việc chăn nuôi bò chủ yếu là để lấy thịt và lấy sữa hoặc kiêm dụng. Chăn nuôi bò thịt và bò sữa có nhiều điểm tương đồng về quy trình, chọn giống, chăm sóc, chuồng trại, vệ sinh, phòng bệnh, thức ăn, phòng bệnh. Tuy nhiên, chăn nuôi bò thịt chú trọng vào công đoạn vỗ béo, tăng trọng, thiến bò để cho thịt nhiều và chất lượng, trong khi đó chăn nuôi bò sữa chú trọng vào khâu chăm sóc khi động dục, sinh sản và kỹ thuật vắt sữa để cho ra các chế phẩm sữa tốt nhất.

## Bò sữa
Chăn nuôi bò sữa là việc chăn nuôi bò (bò cái) để lấy sữa tươi, đáp ứng cho nhu cầu tiêu thụ sữa của thế giới ngày càng tăng. Chăn nuôi bò sữa là một công việc đòi hỏi quy trình phức tạp từ khâu chọn giống cho đến việc vắt sữa. Các nước tiên tiến trong việc chăn nuôi bò sữa là các nước Âu-Mỹ-Úc, chăn nuôi bò sữa cũng là phương thức quan trọng, là hướng đi trong sản xuất ở nhiều nước đang phát triển, chẳng hạn như Việt Nam

### Phương thức

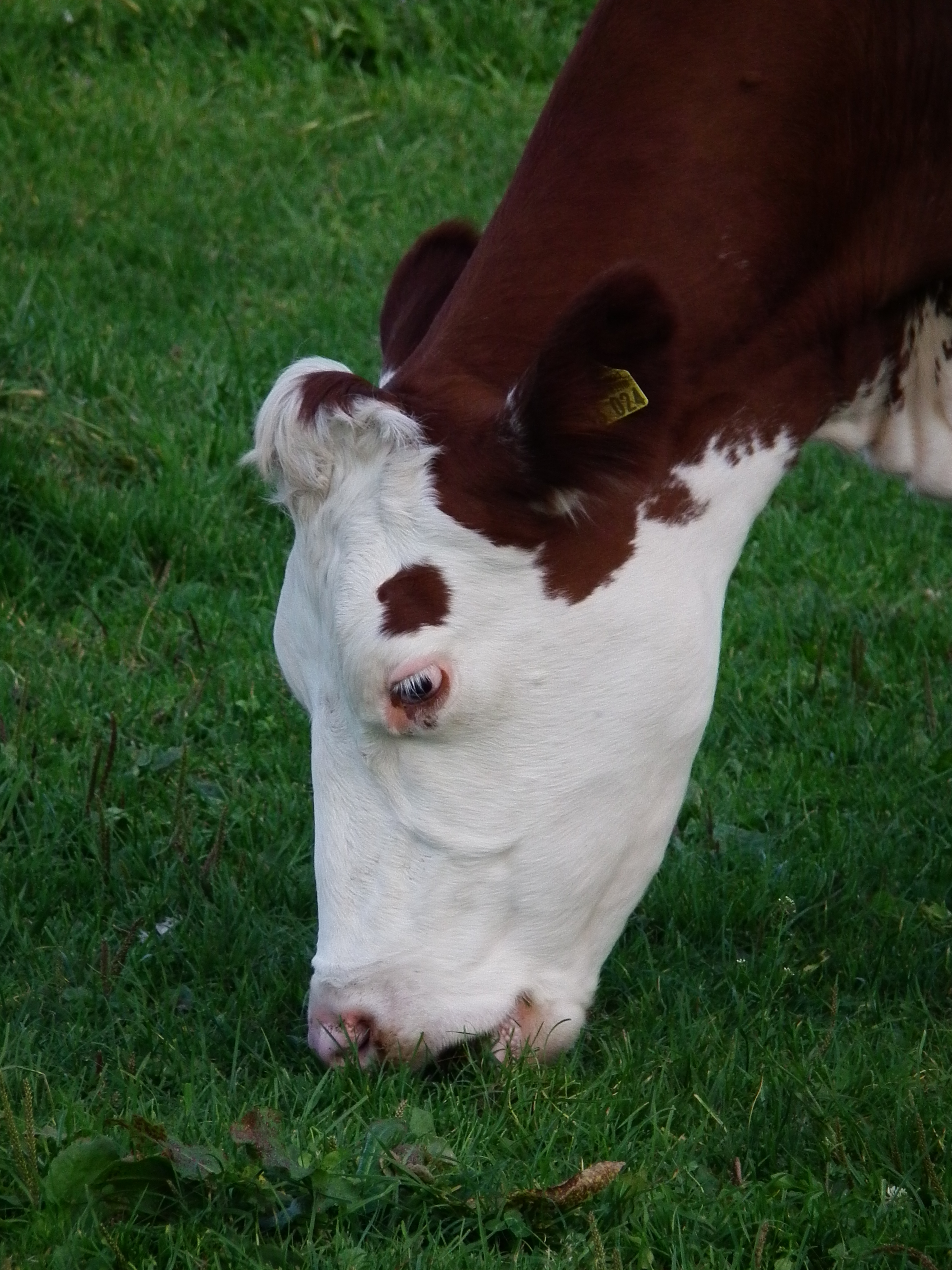
Một con bò sữa đang ăn cỏ

Phương thức chăn nuôi bò sữa thay đổi tuỳ theo điều kiện và tập quán của từng nước. Các nước châu Âu và Bắc Mỹ có ngành chăn nuôi bò sữa theo hướng chuyên dụng. Hệ thống chủ yếu là bãi chăn-chuồng nuôi với việc sử dụng rộng rãi đồng cỏ lâu năm, mùa hè chủ yếu dựa vào chăn thả trên đồng cỏ, còn mùa đông dùng nhiều thức ăn bổ sung tại chuồng (cỏ ủ xanh, cỏ khô, thức ăn tinh). Các nước phát triển ở châu Âu, Bắc Mỹ và châu Đại Dương sản xuất tới 68% sản lượng sữa của thế giới với năng suất sữa bình quân cao hơn nhiều so với các nước đang phát triển.
Phần lớn ngành chăn nuôi bò sữa ở các nước đang phát triển thuộc về các hộ gia đình chăn nuôi quy mô nhỏ. Số trang trại nuôi bò sữa ở các nước phát triển có xu hướng giảm xuống, trong khi đó số hộ chăn nuôi bò sữa ở các nước đang phát triển có xu hướng ổn định. Chuồng chăn nuôi bò sữa bắt buộc phải nằm hoàn toàn tách biệt với môi trường địa phương và sử dụng tấm đệm nằm cho bò trong chuồng giúp chống hiện tượng ô nhiễm tầng nước ngầm, bổ sung các sản phẩm phụ vào thức ăn cho gia súc để giảm giá thành sản phẩm sữa.
Có một số phương thức chăn nuôi bò sữa phổ biến hiện nay như phương thức không chăn thả hay nuôi nhốt tập trung, phương thức chuồng trại (farming). Thuận lợi của phương thức này là không tốn diện tích rộng, năng suất của đất nông nghiệp có thể tận dụng tối đa không có sự hao hụt do giẫm đạp và rơi vãi, phân có thể dễ dàng thu thập cho việc bón phân, việc quản lý và chăm sóc bê nghé tốt hơn và gia súc ít bị nhiễm ký sinh trùng. Nhưng nó bất lợi là tốn thêm nhân công lao động để cắt cỏ, vận chuyển. Trái ngược với phương thức này chính là cách chăn thả trên đồng cỏ (grazing) hoặc thả rông (nhưng không sử dụng vì không thể kiểm soát).
Phương thức nhốt vào từng chuồng cầm cột tại chuồng. Thuận lợi chủ yếu của phương thức là cần một diện tích chuồng ít hơn so với phương thức tự do trong chuồng (free range). Tuy nhiên, phải cần có vật liệu lót chuồng tốt cho bò nằm mới có thể giữ bò ở thể trạng tốt. Đôi lúc cũng cần cho bò vận động để giữ được thể trạng tốt. Dùng rơm lót chuồng còn có thể giữ cho bò khô sạch, giảm thiểu các yếu tố gây viêm nhiễm bầu vú. Máng nước uống cần được đặt gần nơi bò, một máng nước uống có thể dùng chung cho hai bò cạnh nhau. Tuy nhiên cách này khó phát hiện động dục, bò cảm thấy không thoải mái, cần vật liệu lót chuồng, rủi ro khi vắt sữa giữa hai bò đứng sát nhau, giẫm đạp lên nhau nhất là lên núm vú, dễ bị bệnh móng, khớp.
Phương thức tự do trong chuồng thì Kiểu chuồng tạo sự thoải mái nhất cho bò là kiểu chuồng có các ô cho bò nằm. Trong một diện tích giới hạn, bò có thể đi lại tự do. Vùng giới hạn này thường nằm ở giữa máng ăn và các ô cho bò nằm nghỉ. Kiểu thiết kế như vậy sẽ giúp cho bò phải đi lại giữa nơi nghỉ và máng ăn uống. Trong các ô bò nằm nghỉ, cát được sử dụng như là vật liệu lót chuồng, rơm rạ băm nhỏ, mạt cưa hoặc lõi ngô vụn nhỏ cũng có thể dùng lót ô nằm nghỉ cho bò được. Cách này có thể quan sát các biểu hiện của bò dễ dàng, nhất là khi phát hiện động dục, tạo cảm giác thoãi mái cho bò, ít bị bệnh móng khớp, chỉ cần một máng nước uống trung tâm, ít tốn vật liệu lót chuồng. Nó cũng phải cần thêm diện tích chuồng trại, đầu tư ban đầu lớn hơn và bò có thể húc ủi lẫn nhau.
Tại Việt Nam, Việt Nam bắt đầu lai tạo bò sữa từ những năm 1959-1960 tại nông trường Ba Vì. Giống bò sữa đầu tiên là Lang trắng đen được nhập từ Trung Quốc, sau đó là nhập bò Hà Lan từ Cuba. Công tác nhân thuần và lai tạo được tiến hành tại các cơ quan nghiên cứu và nông trường quốc doanh tại Ba Vì và Mộc Châu. Bò sữa được nuôi ở Việt Nam hơn nửa thế kỷ, thì nuôi bò sữa hàng hóa để bán chỉ mới có khoảng 30 năm trở lại. Đặc điểm của đàn bò sữa vùng đô thị hóa là sự dịch chuyển liên tục. ở Lâm Đồng, sự phát triển ồ ạt, thiếu tính định hướng nghề chăn nuôi bò sữa tại tỉnh Lâm Đồng trong những năm gần đây đã khiến người chăn nuôi gặp khó khăn. Đàn bò và lượng sữa tăng vượt tầm kiểm soát đã khiến người chăn nuôi mới phát sinh lâm vào cảnh khốn khó.

### Chế độ ăn
Bò sữa cần một lượng chất dinh dưỡng để duy trì cuộc sống và cũng cần một lượng chất dinh dưỡng rất lớn cho tăng trọng, nuôi thai và sản xuất sữa. Chi phí thức ăn chiếm khoảng 70% trong tổng chi chăn nuôi bò sữa. Thức ăn của bò sữa rất đa dạng, các loại phế phụ phẩm nông nghiệp, công nghiệp chế biến cũng là nguồn thức ăn rất có giá trị nuôi bò sữa. Việc cung cấp thức ăn đầy đủ, với chất lượng tốt cho bò sữa quan trọng, bò không thể cho nhiều sữa, sữa chất lượng tốt khi chỉ cho bò ăn rơm lúa hoặc các thức ăn kém phẩm chất. Hàm lượng vật chất khô (các chất đạm, đường, mỡ, khoáng...) trong sữa trung bình là 12% (tức là trong 1 kg sữa có chứa 120g vật chất khô), một con bò sữa nặng 400 kg có sản lượng sữa trung bình 4.000 kg/chu kỳ thì trong thời gian một chu kỳ nó tạo ra một lượng vật chất khô 480 kg, nghĩa là lớn hơn rất nhiều so với khối lượng cơ thể bản thân nó. Mà các chất này chỉ có thể được tạo ra trong sữa, từ thức ăn cung cấp cho con bò. Luôn phải đảm bảo rằng nước sạch sẵn sàng đầy máng cho bò uống vì một bò cao sản có thể tiêu thụ trên 100 kg nước mỗi ngày.

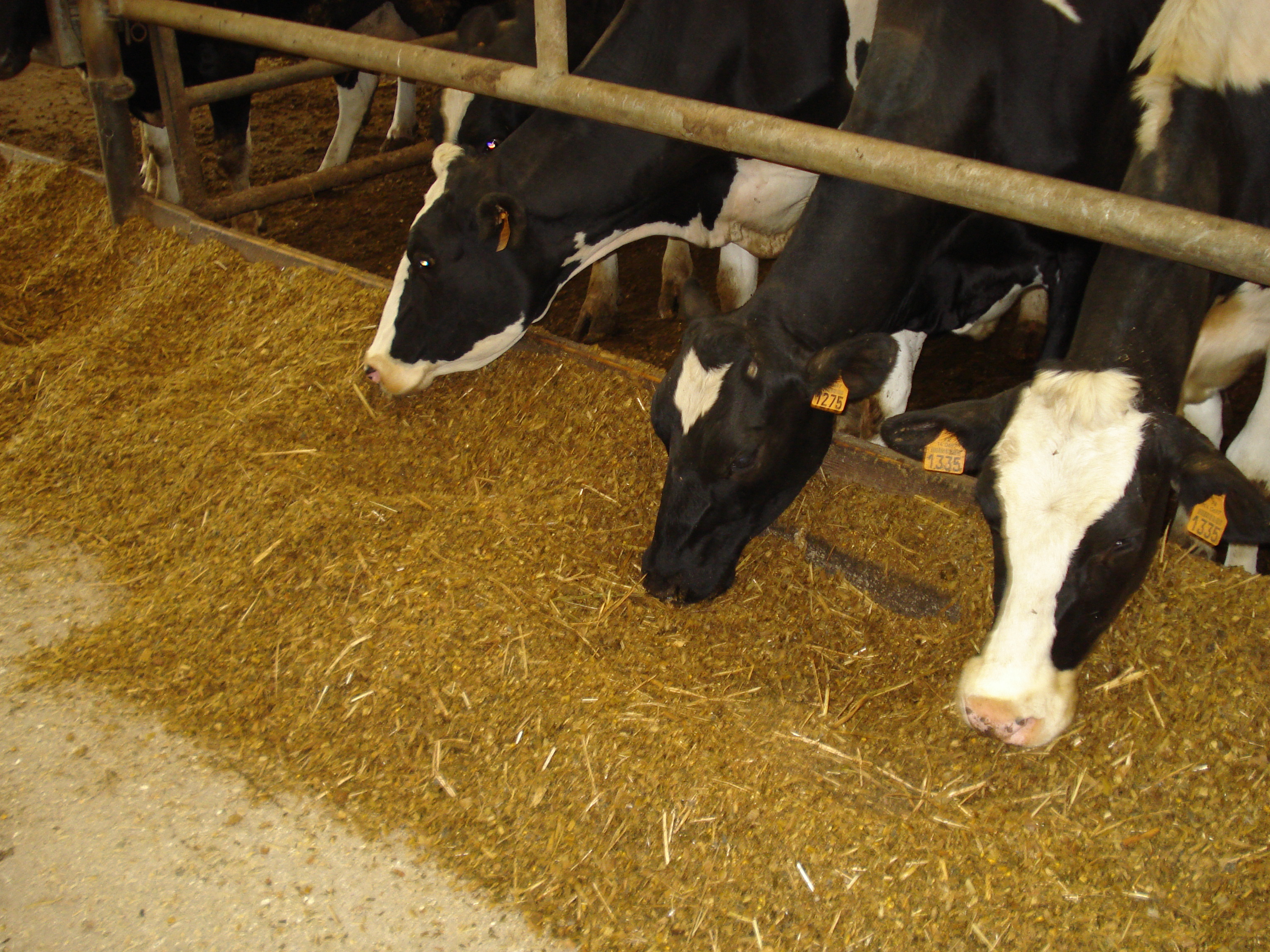
Một đàn bò sữa đang ăn

Nuôi dưỡng bò sữa còn là nuôi dưỡng các loài vi sinh vật sống trong dạ cỏ. Nuôi dưỡng bò sữa đúng kỹ thuật tức là tạo các điều kiện thuận lợi nhất cho hệ vi sinh vật trong dạ cỏ phát triển bình thường. Phải cung cấp khẩu phần thức ăn cân đối, phù hợp với nhu cầu dinh dưỡng của từng con, không thay đổi thức ăn đột ngột, chia thức ăn tinh ra thành nhiều bữa... Trong nuôi dưỡng bò sữa, cần bảo đảm đầy đủ khẩu phần thức ăn thô xanh. Chính thức ăn thô xanh là yếu tố cơ bản cho hệ vi sinh vật dạ cỏ hoạt động bình thường, bò cho năng suất sữa cao và chất lượng sữa tốt. Áp dụng các biện pháp giải quyết thức ăn thô xanh như trồng ngô dày, trồng cỏ... Cám hỗn hợp có thể được cung cấp ngay tại máng ăn, nhưng không thể cho từng cá thể bò ăn lượng thức ăn định lượng trước. Lượng thức ăn hỗn hợp định lượng cho từng cá thể tùy theo sản lượng sữa có thể được cung cấp ngay tại máng ăn của chuồng vắt sữa 2 ngày/lần vào lúc vắt sữa. Nên cho bò ăn thức ăn hỗn hợp ở dạng khô hoặc nhão, không hòa thức ăn hỗn hợp vào nước cho uống.
Cỏ là thức ăn quan trọng nhất đối với bò sữa. Ngoài nguồn cỏ có thể khai thác ở bãi tự nhiên, người chăn nuôi phải thiết lập các đồng cỏ cao sản, cắt cho ăn tại chuồng để luôn luôn đảm bảo thức ăn thô xanh cho bò. Các loại cỏ có chất lượng và năng suất cao là cỏ voi, cỏ sả lá lớn, cỏ Ruji cho phép đạt năng suất chất xanh khá cao. Đặc biệt, cỏ sả lá lớn có tỷ lệ đạm cao hơn cỏ voi, gốc không bị thối trong mùa mưa hoặc nơi bị ngập úng, và không có lóng già như cỏ voi. Cỏ Ruji có thể lấy hạt để gieo nên có thể đưa đi xa và có thể phát triển tốt dưới tán cây ít ánh nắng. Áp dụng kỹ thuật thâm canh, trồng 1 ha cỏ có thể đủ cỏ xanh để nuôi 25 –30 bò sữa với giá thành hạ hơn thuê công đi cắt cỏ bãi, lại chủ động có đủ thức ăn xanh cho bò, nhất là trong mùa khô.
Ở Việt Nam, sự gia tăng nguồn thức ăn và đồng cỏ không tương xứng với tốc độ tăng đàn bò sữa. Thức ăn cho bò sữa mà đặc biệt là thức ăn thô xanh không đủ về số lượng, kém về chất lượng. Việc phát triển đồng cỏ làm thức ăn cho bò sữa hiện nay rất khó khăn. Vùng tập trung chăn nuôi bò như các thành phố lớn, thị xã thì giá đất đai là trở ngại lớn nhất để người chăn nuôi dành đất để trồng cỏ nuôi bò. Vùng còn qũy đất thì chưa hội đủ điều kiện để phát triển đàn bò sữa. Có những vùng nuôi bò dựa chủ yếu vào nguồn cỏ ở bãi chăn thả chất lượng kém và không an toàn cho sức khỏe bò sữa do ảnh hưởng của chất hoá học sử dụng để diệt cỏ, diệt côn trùng các loại hoặc chất thải độc hại của các nhà máy công nghiệp.
Ước tính lượng cỏ xanh tự nhiên và cỏ trồng hiện nay mới đáp ứng khoảng 30% nhu cầu thức ăn thô xanh của đàn bò sữa. Những tháng mùa khô cỏ xanh thiếu trầm trọng, ngay cả rơm rạ cũng không đủ. Nguồn thức ăn thô dự trữ chủ yếu là rơm rạ có giá trị dinh dưỡng thấp. Thiếu thức ăn thô, người chăn nuôi phải tăng thức ăn tinh như cám, bắp và tăng sử dụng phụ phẩm khác như hèm bia, bã đậu nành, bã củ sắn để nuôi bò. Đây là một trong những nguyên nhân chính dẫn đến năng suất sữa thấp, chất lượng sữa kém, bò dễ mắc bệnh về sinh sản, chân móng dẫn đến phải loại thải sớm.

### Chuồng trại
Một chuồng trại tốt phải tạo cho bò điều kiện ăn, ở tốt và sự quản lý chăm sóc đàn bò sữa có hiệu quả, như cho bò ăn, vắt sữa. Người chăn nuôi chỉ đạt được lợi nhuận cao khi bò sữa cảm thấy thoải mái (ăn, ở, nghỉ ngơi, đi lại) vì nó sẽ có ảnh hưởng trực tiếp đến khả năng sản xuất của bò (khi bò cảm thấy thoải mái, có thể tăng lượng thức ăn ăn vào, tiêu hóa tốt hơn và tiếp theo đó là nâng cao sản lượng sữa và năng suất sinh sản), ảnh hưởng tốt đến sức khỏe của bò, giảm chi phí thú y.
Chọn hướng chuồng phù hợp tránh mưa tạt, gió lùa, che nắng, thoáng mát. Chuồng xây cao ráo, thoát nước tốt,không ẩm ướt đảm bảo dễ làm vệ sinh, không gây ô nhiễm môi trường xung quanh. Chuồng trại nên làm xa nhà ở. Không xây máng ăn quá sâu dễ gây tồn đọng thức ăn và khó làm vệ sinh. Nền chuồng nên làm có độ dốc từ 2 -3 % và không quá trơn láng để bò không bị trượt té. Cần có sân vận động cho bò. Diện tích chuồng nuôi bình quân cho mỗi bò sữa khoảng 4 –6 m2. Bố trí máng uống cho bò sữa thích hợp để có thể cung cấp nước đầy đủ cho bò. Bố trí hố ủ phân phù hợp để có thể tận dụng toàn bộ phân và cỏ ăn thừa, cũng như chất độn (lá cây, cỏ hôi, bèo, dây đậu già...). Gần chuồng nên trồng một số cây cho bóng mát để giảm nhiệt độ quanh khu vực chuồng trại.
Máng ăn, máng uống cần được thiết kế sao cho thật dễ dàng khi cho gia súc ăn uống bất kỳ lúc nào. Cả hai máng phải được đặt nơi mát mẻ, dưới bóng mát. Phải tránh ánh sáng trực tiếp chiếu vào nước uống và thức ăn trong máng. Một đặc điểm quan trọng nữa là thiết kế sao cho thuận tiện nhất khi làm vệ sinh rửa sạch máng. Các loại nấm mốc, men rất dễ phát triển trong môi trường ẩm ướt của thức ăn dư thừa (sau một ngày). Máng ăn uống cần phải được cọ sạch sẽ hằng ngày. Máng ăn cần được giữ khô ráo, ngăn ngừa sự phát triển của các loại vi khuẩn, nấm, men. Mặt đáy nền của máng ăn cao hơn mặt nền chuồng nơi bò đứng. Điều này nhằm ngăn ngừa bò bước cố về phía trước làm ảnh hưởng xấu đến móng chân trước. Máng nước uống cần được cọ rửa hàng tuần. Nếu trại có quy mô lớn, cần phải xây dựng chuồng ép để tiện cho việc vắt sữa (đặc biệt là các bò khó vắt sữa).
Để đảm bảo điều kiện vệ sinh, nền chuồng phải được giữ khô ráo. Tránh có bất kỳ vũng nước nào trên nền chuồng. Đặc biệt nền của ô chuồng vắt sữa (chuồng ép) cần phải có độ dốc thoát nước tốt xuống rãnh thoát. Tương tự như vậy đối với nền chuồng nơi đặt chuồng bê. Vật liệu lót chuồng rất cần thiết để tránh các tổn thương về chân cẳng Các ô được thiết kế để giảm thiểu tối đa phân và nước tiểu rơi vãi trên cát (lót chuồng) do có một thanh chắn ngang vai của bò cùng một thanh chắn phần đầu của bò ở từng ô chuồng. Chuồng phải có sự thông thoáng tốt. Mái chuồng cao, không có các bức tường ngăn để làm tăng thông thoáng và nền chuồng mau khô ráo. Kho chứa thức ăn cũng như nơi chứa sữa sau khi vắt rất quan trọng. Kho phải thoáng mát, tránh ánh nắng. Luôn đề phòng sự phát triển của các loại vi khuẩn, nấm gây hại, tránh ruồi nhặng và các loại côn trùng, chuột.

### Phối giống

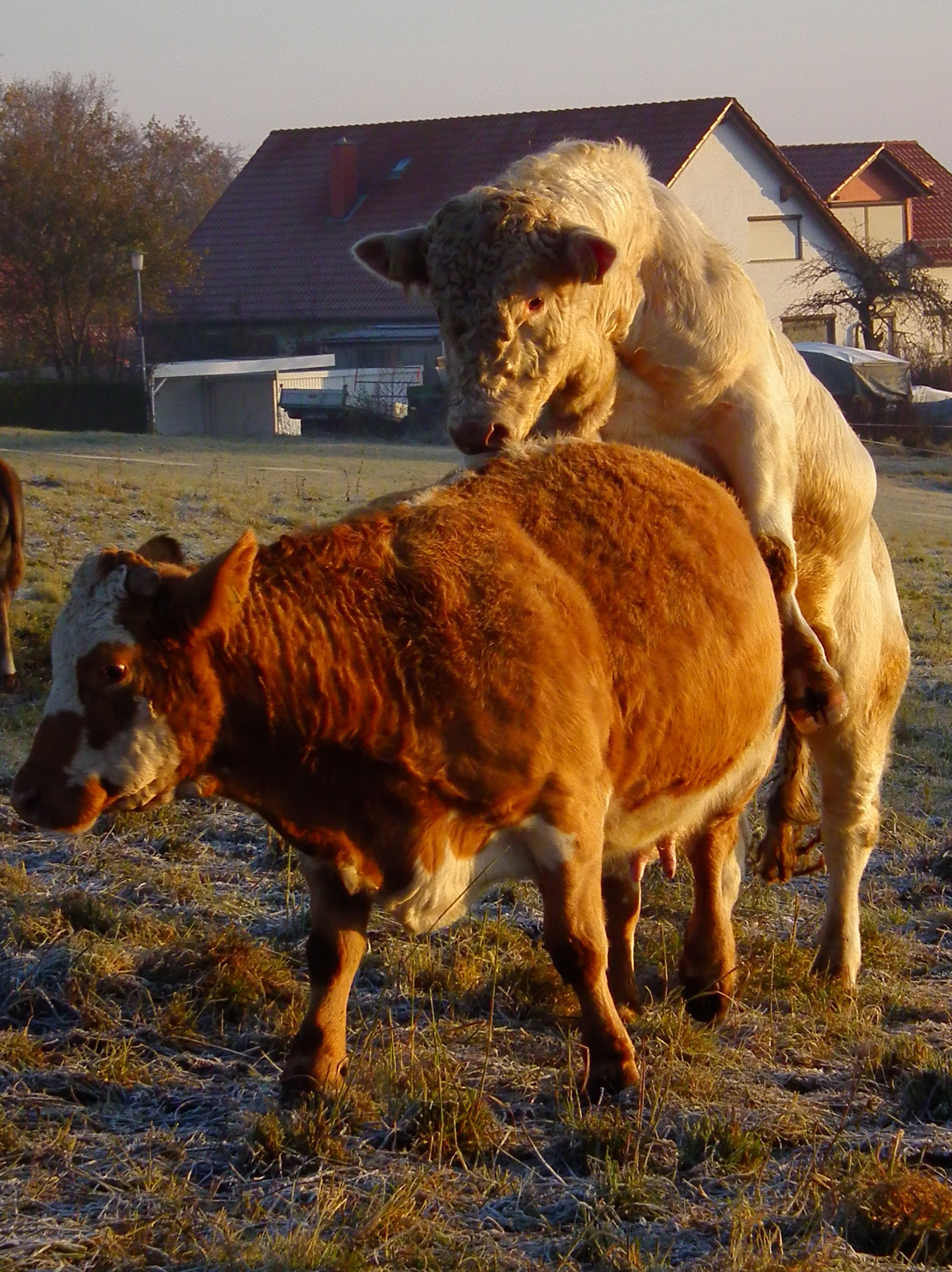
Khi động dục, bò cái sẽ có biểu hiện quan trọng là phản xạ đứng yên trong khi bò đực sẻ có phản xạ nhảy chồm lên

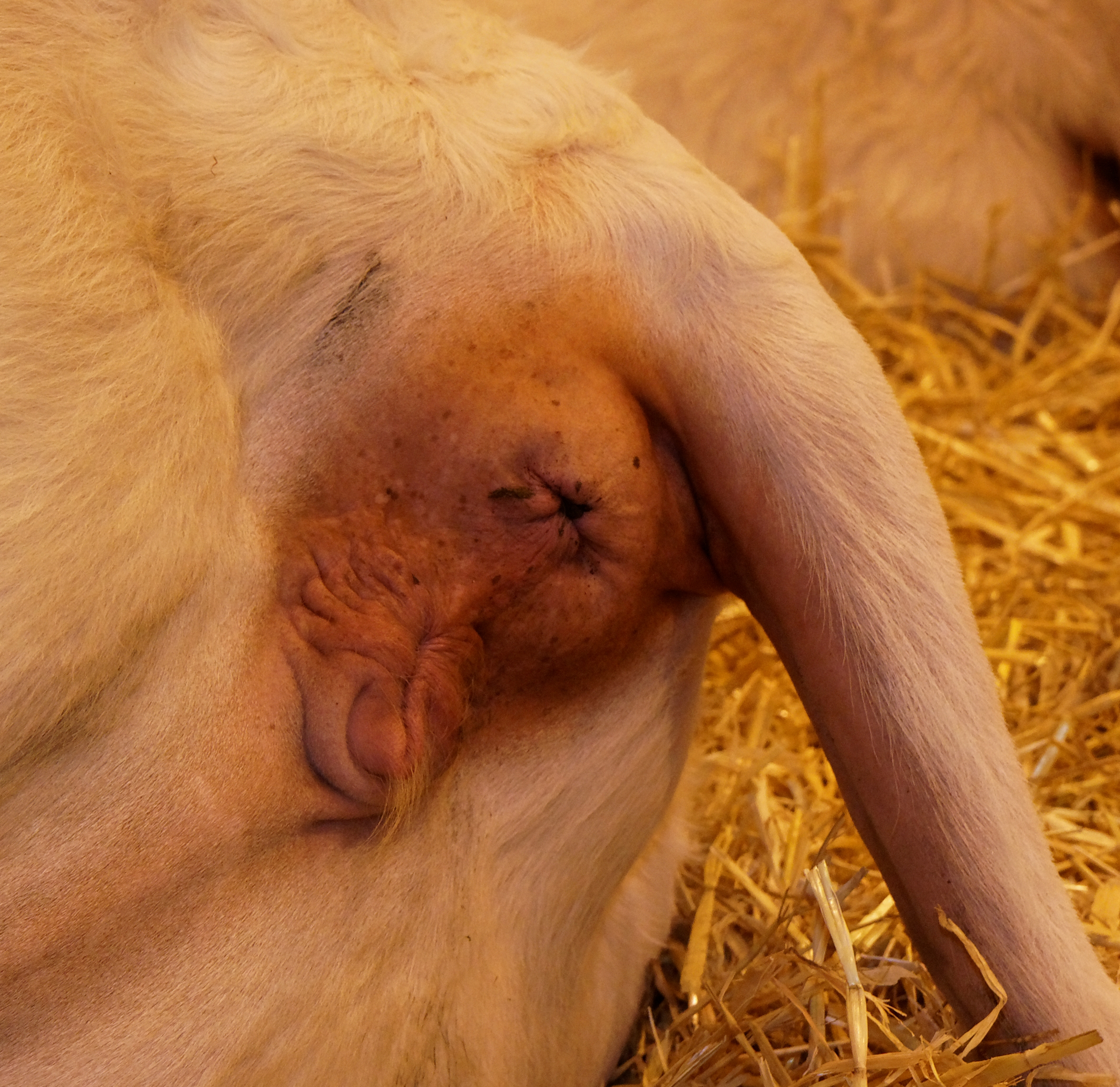
Âm hộ của một con bò cái đang sưng

Động dục hay còn gọi là lên giống là thời điểm bộ máy sinh dục của bò cái sẳn sàng để tiếp nhận tinh trùng, rụng trứng và mang thai. Chu kỳ động dục của bò sữa trung bình từ 18 -21 ngày. Thời gian động dục của bò thường kéo dài 24 -48 giờ bao gồm 3 giai đoạn trước động dục, động dục và sau động dục, có một số bò cái có thời gian động dục dài hơn hoặc ngắn hơn. Khi động dục, bò cái có một số biểu hiện như bỏ ăn, hụ rống, nhớn nhác, nhảy chồm lên lưng bò khác hoặc để bò khác nhảy lên lưng, âm hộ sưng đỏ, chảy nước nhờn.
Việc phát hiện bò động dục rất quan trọng, đặc biệt là khi áp dụng phương pháp gieo tinh nhân tạo. Đối với bò nuôi nhốt thì việc phát hiện bò lên giống khó hơn bò chăn thả đòi hỏi người chăn nuôi phải chú ý quan sát những biểu hiện khác thường của bò cái. Một trong những nguyên nhân gây nên tình trạng thụ thai thấp ở bò sữa là do không phát hiện thời điểm bò cái lên giống chính xác. Có thể chia chu kỳ động dục của bò sữa làm 3 giai đoạn:
- Giai đoạn trước động dục (tiền động dục): Vào giai đoạn này bò cái có biểu hiện như ngửi, hít các bò khác thường là ngửi, hít vào mông, bộ phận sinh dục, cố gắng nhảy chồm lên bò khác nhưng không chịu cho bò khác nhảy chồm lên lưng nó đây là một dấu hiệu quan trọng để phân biệt khi bò động dục thật sự. Chúng còn tỏ vẻ bồn chồn, hiếu động. Âm hộ chúng ẩm, đỏ và hơi sưng, đôi lúc ra dịch nhày nhưng không dính, loãng. Giai đoạn này thường kéo dài khoảng 3 đến 8 giờ.
- Giai đoạn động dục (trong kỳ động dục): Trong giai đoạn này bò cái thường có biểu hiện như hiếu động nhiều hơn, hụ rống, âm hộ ẩm ướt, đỏ và bớt sưng, hay rỉ đái, són đái, ra dịch nhầy trong suốt và keo đặc, dính. Biểu hiện quan trọng nhất để xác định bò động dục và thời điểm gieo tinh thích hợp nhất là phản xạ đứng yên, chịu cho bò khác nhảy chồm lên lưng nó. Giai đoạn này thường kéo dài từ 6- 18 giờ. Gieo tinh lúc này thì tỉ lệ thụ thai cao nhất.
- Giai đoạn sau động dục (hậu kỳ động dục): Trong giai đoạn này, bò không còn phản xạ đứng yên nhưng vẫn còn nhảy chồm lên bò khác, dịch nhày vẫn còn ra và thường sau một hai ngày bò có hiện tượng xuất huyết. Giai đoạn này thường kéo dài khoảng 12 giờ.

Thời điểm phối giống thích hợp đóng vai trò rất quan trọng để bò cái có thể thụ thai, nhất là đối với phương pháp gieo tinh nhân tạo. Sau khi kết thúc động dục 10 -12 giờ, trứng rụng và chỉ sống được 6-10 giờ. Tinh trùng có thể sống được 12 -18 giờ trong sừng và cổ tử cung. Dựa vào thời gian sống của trứng và tinh trùng, ta nên phối giống cho bò 2 lần (phối kép) để tăng khả năng thụ thai ở bò: phối lần 1 sau khi phát hiện động dục 6 giờ và lần thứ 2 nhắc lại sau đó 12 giờ. Đối với trường hợp nuôi bò chăn thả, không cầm cột thì thời điểm gieo tinh hay phối giống tốt nhất là khi bò có phản xạ đứng yên, có thể quan sát tình trạng dịch nhầy để chọn thời điểm gieo tinh. Khi dịch nhầy keo đặc lại kéo dài như chiếc đũa thì gieo tinh tốt nhất. Thông thường thì khi bò động dục vào lúc sáng sớm thì gieo tinh vào buổi chiều cùng ngày, bò động dục vào buổi trưa hoặc chiều thì gieo tinh vào buổi sáng ngày hôm sau.

### Chăm sóc
Sau khi đẻ, cho bò ăn uống tại chuồng ngày 2 lần là sáng và chiều. Cho ăn thức ăn tinh trước, thô sau, đảm bảo thức ăn cỏ tươi ngon, bổ sung thức ăn giàu Protein là cám hỗn hợp và các loại củ, quả, cho uống nước đầy đủ để có nhiều sữa. Bò cái sau khi đẻ 1 tháng trở đi, ta phải theo dõi để biết bò động dục trở lại, tốt nhất là sau 2 tháng trở đi ta mới phối giống. Bò vắt sữa nếu được chăm sóc, nuôi dưỡng tốt, bò sẽ cho năng suất sữa cao. Bò sữa có thói quen là khi đến giờ được ăn, đang nằm nghỉ hoặc nhai lại sẽ đứng bật dậy, ỉa, đái và bắt đầu ăn. Đó là điều kiện thuận lợi cho việc chuẩn bị vắt sữa. Ngay sau khi vắt sữa, núm vú còn mở nên dễ bị tổn thương và nhiễm khuẩn của môi trường gây ra. Vì vậy, phải khuyến khích bò giữ tư thế đứng cho vắt sữa. Cho bò sữa uống đủ nước vì Bò sữa cần có đủ nước uống và nhu cầu nước cũng cần thiết, nếu thiếu nước uống một ngày, ngày hôm sau lượng sữa tụt ngay và 10 ngày sau lượng sữa vẫn chưa hồi phục được như mức cũ. Một bò sữa có thể uống từ 20 - 60 lít nước/ngày, do đó máng uống phải luôn có nước sạch mát để bò uống tự do.

## Bò thịt
Muốn chăn nuôi bò thịt đạt được năng suất, chất lượng và hiệu quả kinh tế cao, cần quan tâm đến những vấn đề cơ bản như: Giống, tuổi, giới tính, khối lượng lúc giết mổ, dinh dưỡng và phương thức vỗ béo. Giống là một trong những vấn đề quan trọng nhất. Giống khác nhau thì tốc độ sinh trưởng, phát triển, tích lũy thịt, mỡ khác nhau. Bò nuôi lấy thịt, mục tiêu chung là làm sao để bò ở giai đoạn tuổi thích hợp đạt trọng lượng cao, kết cấu ngoại hình vững chắc, tỷ lệ thịt xẻ cao, khả năng chuyển hóa thức ăn tốt và đạt hiệu quả kinh tế cao.

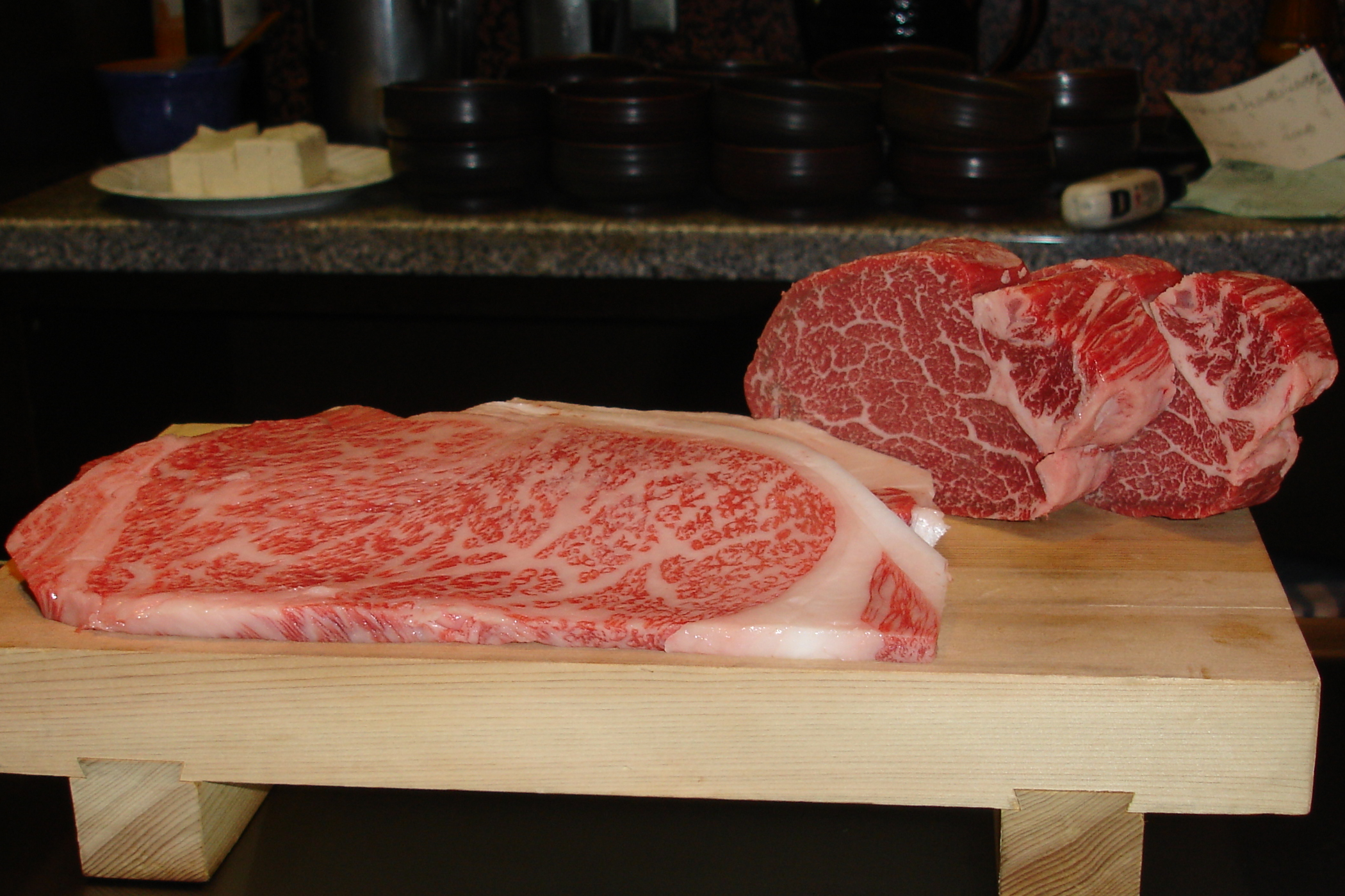
Thịt bò có hoa văn, mỡ lẫn trong thịt, như thịt bò Kobe của Nhật

Sản lượng thịt bò có xu hướng tập trung, với sáu quốc gia sản xuất là Mỹ, Liên minh châu Âu, Brazil, Úc, Argentina, và Nga chiếm khoảng 60% sản lượng toàn cầu. Thay đổi đáng kể trong số các nhà sản xuất đã xảy ra theo thời gian. Chăn nuôi gia súc trên toàn thế giới có các phương thức tạo giống và di truyền động vật và phương pháp cho ăn rất khác nhau, kết quả là dẫn đến chất lượng cũng rất khác nhau. Về cơ bản chăn nuôi bò còn tùy thuộc vào vụ mùa và tài nguyên đất, diện tích đất đai dành cho chăn nuôi nói chung.
Những quốc gia có nhiều đất hoặc đất không màu mỡ thường có xu hướng nuôi đàn gia súc của họ bằng cỏ, trong khi những quốc gia có dư thừa các loại hạt, ngũ cốc, chẳng hạn như Mỹ và Canada thì thức ăn gia súc thường kết hợp với một khẩu phần ngũ cốc, các loại hạt. Bò được nuôi bằng hạt ngũ cốc có chất béo nội bộ (mỡ lẫn vào trong thịt, thường gọi là Marbled meat, thịt có hoa văn như đá hoa) mà kết quả là thịt mềm và chất lượng hơn gia súc cùng tuổi được nuôi bằng thức ăn khác. Ở một số nước châu Á như Nhật Bản, không phải là một quốc gia có thặng dư hạt, mùi vị và sở thích đã khuyến khích việc dùng ngũ cốc để nuôi gia súc, nhưng với chi phí cao vì hầu hết ngũ cốc đều phải nhập khẩu.

### Chọn giống
Giống là một trong những vấn đề quan trọng nhất. Giống khác nhau thì tốc độ sinh trưởng, phát triển, tích lũy thịt, mỡ khác nhau chẳng hạn như con lai của bò Charolaise có tỷ lệ thịt xẻ cao hơn con lai của bò Hereford và ngược lại, tổ chức mỡ của thịt bò Charolaise thấp hơn thịt bò Hereford. Bò vàng Việt Nam có tỷ lệ thịt xẻ là 42%, tỷ lệ thịt tinh (thịt lọc) là 31%, trong khi đó bò thịt Charolaise có tỷ lệ thịt xẻ 60%, tỷ lệ thịt tinh là 45%. Hiện nay trên thế giới nhiều giống bò có tỷ lệ thịt xẻ tới 70%, tỷ lệ thịt tinh trên 50%, giá trị dinh dưỡng thịt rất cao và rất thơm, ngon. Ngoài các giống bò chuyên thịt, ở các cơ sở chăn nuôi bò sữa, người ta cũng chọn lọc những bê đực khỏe mạnh đưa vào nuôi dưỡng với một chế độ thích hợp để vỗ béo và giết mổ. Chọn bò dùng để nuôi thịt hoặc dùng để sản xuất giống thịt, cần chọn bò có những đặc điểm như sau như có tầm vóc lớn, khung xương to nhưng xương nhỏ, nhiều thịt, có da bóng mượt, hơi nhăn đùn (lỏng lẻo). Háo ăn, chịu đựng được điều kiện ăn khó khăn, dễ nuôi, ít bệnh. Hiền lành, dễ khống chế. Kiểm tra độ mập ốm trong trường hợp muốn vỗ béo chúng trong thời gian nhất định bằng cách quan sát từ xa, quan sát gần, dùng tay xoa những góc xương để xác định mập ốm hay là nhéo ở góc xương.

### Thức ăn
Nguồn thức ăn chủ yếu của bò thịt gồm các loại cỏ tươi, rơm rạ, cỏ khô, thức ăn xanh thô và củ, quả. Khi nuôi bò thịt cần chú ý nguồn thức ăn thô xanh cho bò bằng cách tăng cường trồng cỏ, nhất là các giống cỏ cho năng suất cao như cỏ voi, cỏ VA 06, đồng thời sử dụng các loại phụ phẩm của cây trồng như cây ngô non, ngọn lá mía, dây lạc, dây khoai, Đặc biệt là rơm lúa ngoài ra còn thức ăn tinh hỗn hợp từ các sản phẩm nông nghiệp sẵn có như ngô, sắn, lúa gạo, lạc, đậu tương phối trộn thành nguồn thức ăn hỗn hợp. Khẩu phần thức ăn vỗ béo cho trâu, bò giàu đạm và nhiều sắt, thịt có màu đỏ đậm; có nhiều bột ngô, mỡ bò sẽ vàng, thịt thơm ngon.
Sử dụng thức ăn ủ chua hoặc rơm được kiềm hóa, thực hiện phương pháp kiềm hoá rơm bằng urê để kích thích, tăng khả năng ăn vào và tiêu hoá giúp bò sinh trưởng phát triển tốt hơn và thức ăn tinh chế chủ động trong việc tìm thức ăn cho bò. Trong chăn nuôi bò thịt cần dành 500 - 1.000m2 đất để trống các loại cỏ như cỏ voi, cỏ sả, cỏ lông tây, cây bình linh để lấy thức ăn cho bò. Thức ăn tinh hỗn hợp, có độ ngon miệng cao, dễ ăn, giàu năng lượng. Cần tận dụng tối đa các sản phẩm nông nghiệp sẵn có như ngô, sắn, lúa gạo, lạc, đậu tương để phối trộn thành nguồn thức ăn hỗn hợp. Khi phối trộn phải có ba loại thức ăn trở lên, càng nhiều loại càng tốt, không nghiền mịn như thức ăn cho lợn, gà. Thức ăn tinh hỗn hợp phối chế phải rẻ, dễ sử dụng và bảo quản, nên tuỳ thuộc vào số lượng bò để phối trộn thức ăn, không để thức ăn dự trữ quá 10 ngày.
Tại Hàn Quốc, Bò Hàn Quốc được chăn nuôi theo hình thức cho ăn TMR là một loại thức ăn hỗn hợp hoàn chỉnh được phối trộn trên cơ sở cân bằng các nguyên liệu thành phần nhằm đáp ứng tối ưu nhu cầu năng lượng, protein, khoáng, vitamin cho các tuổi, giống, nhóm bò có năng suất khác nhau. Tất cả thức ăn thô xanh, ngũ cốc, khoáng, vitamin được làm mềm cơ học và phối trộn đều vì vậy khi bò ăn khó có thể lựa chọn theo sở thích cá thể, các nguyên liệu thành phần có thể được cân bằng số lượng chính xác để khi phối trộn với nhau tạo ra tối ưu cho tiêu hóa của bò ở các giai đoạn, lứa tuổi, nhóm năng suất, mục đích, giống khác nhau.

### Chất tăng trưởng
Kháng sinh thường xuyên được bổ sung vào thức ăn ngũ cốc như một chất kích thích tăng trưởng. Chăn nuôi tiêu thụ 70% lượng thuốc kháng sinh tại Hoa Kỳ. Điều này đã góp phần vào sự phát triển của vi khuẩn kháng thuốc kháng sinh (có thể chịu được thuốc, lờn thuốc), kể cả MRSA (Methicillin-resistant Staphylococcus aureus (MRSA) là một loại vi khuẩn chịu trách nhiệm cho một số bệnh nhiễm trùng khó điều trị ở người). Các hình thức phổ biến nhất của kháng sinh được gọi là ionophores. Ionophores ban đầu được phát triển như là chất ngăn ngừa Coccidia (Sự tụ tập của ký sinh) cho gia cầm và ngăn ngừa bệnh cầu trùng trên gia súc là tốt. Ionophores cũng cải thiện cả hiệu quả thức ăn và tốc độ tăng trưởng và giảm lượng khí mêtan và không tạo ra MRSA có khả năng chịu được kháng sinh.
Ngoài ra, việc sử dụng các nội tiết tố tăng trưởng phụ (hormone) là gây tranh cãi. Những lợi ích của việc sử dụng hormone tăng trưởng có hiệu quả cải thiện thức ăn chăn nuôi, chất lượng thịt, và tốc độ phát triển cơ bắp. Ngược lại, có tồn tại mối quan tâm của khách hàng về tăng trưởng sử dụng hormone được liên kết đến một số vấn đề sức khỏe con người.

### Chế độ ăn
Cần cho bò thịt ăn uống đầy đủ, tránh cày kéo nặng, đặc biệt là ở những tháng chửa cuối cùng. Nhu cầu ăn mỗi ngày của bò thịt trung bình là 25 – 30 kg cỏ tươi, 2 kg rơm, 1 kg thức ăn tinh và 20 - 30g muối. Bê con cần bắt đầu ăn cỏ khô từ tháng thứ 2, cỏ tươi và củ quả từ tháng thứ 4 và cai sữa từ tháng thứ 6. Nhu cầu ăn mỗi ngày 5 – 10 kg cỏ tươi, 0,2 - 0,3 kg thức ăn tinh. Đối với những con Bê từ 6 - 24 tháng thì nhu cầu ăn một ngày từ 10 – 15 kg cỏ tươi và cho ăn thêm các thức ăn tận dụng khác như ngọn mía, dây khoai, rơm rạ, cỏ khô, cỏ ủ chua và củ quả thay thế. 

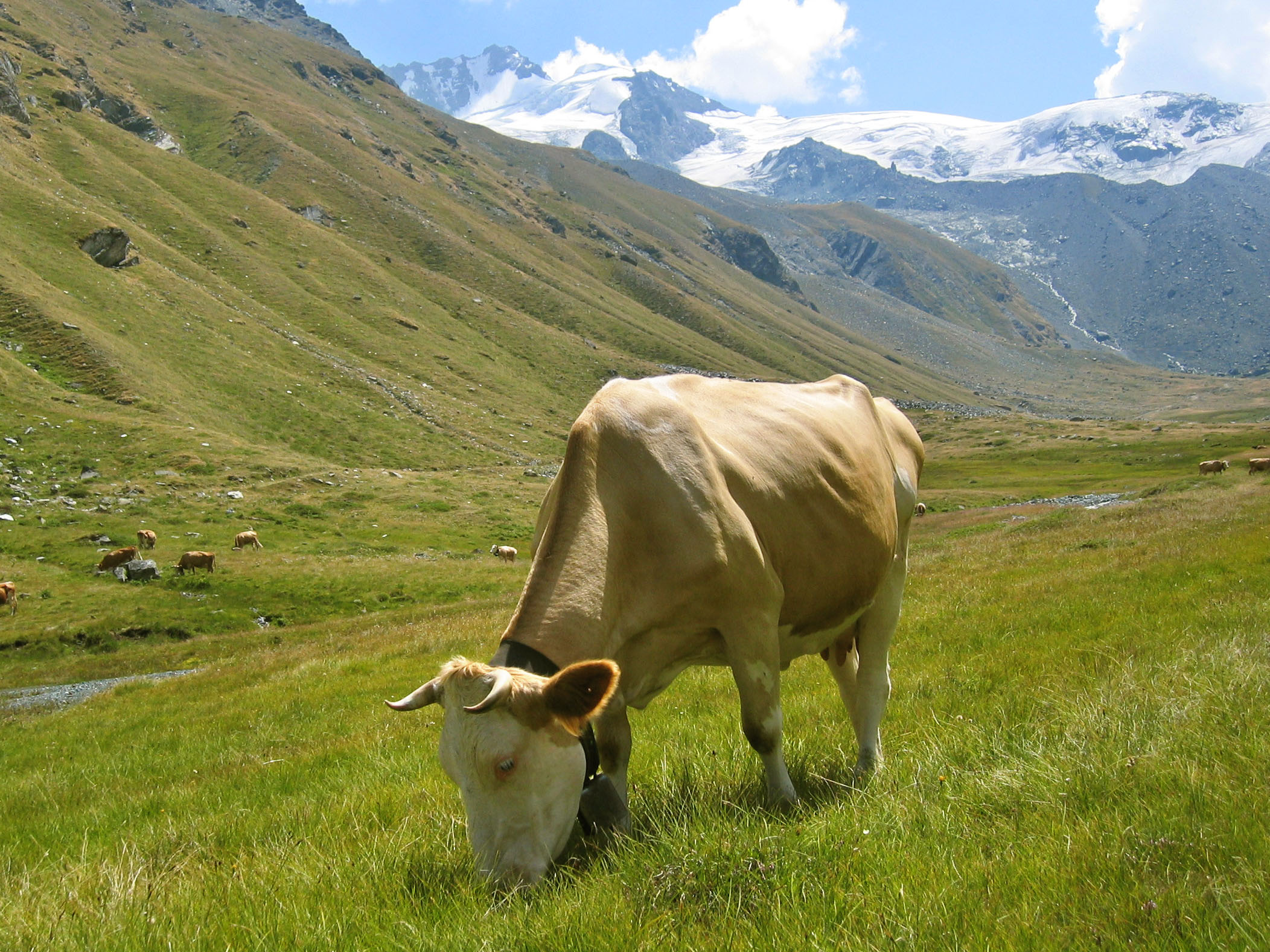
Một con bò chăn thả theo kiểu bán hoang dã

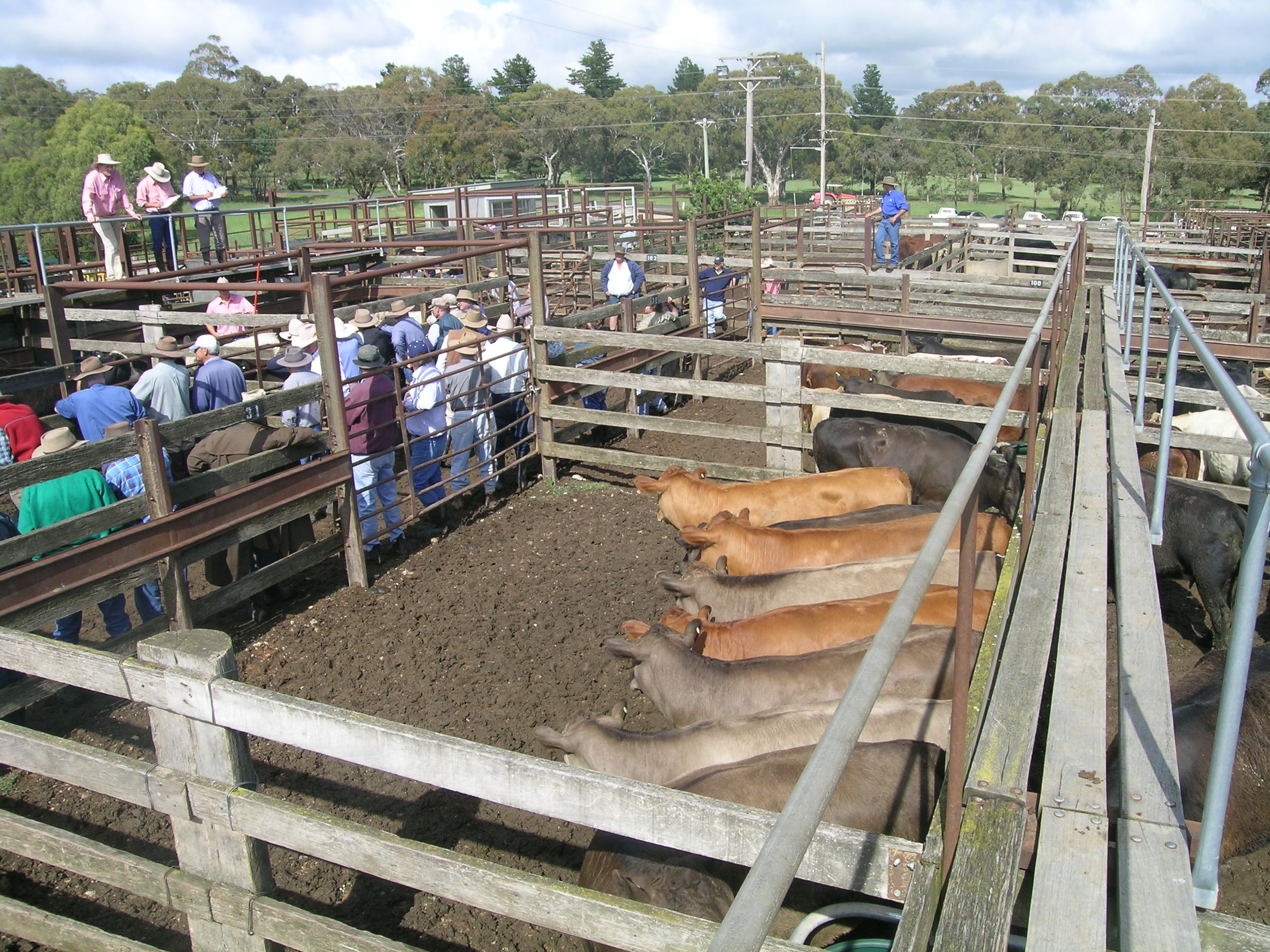
Bò đang gặm cỏ tại một nông trại chăn nuôi ở Walcha, New South Wales, Úc

Để có bò thịt đạt khối lượng cuối cùng khi giết thịt từ 250–300 kg lúc 24 tháng tuổi cần nuôi vỗ béo bò trong khoảng 80-90 ngày trước khi bán bằng thức ăn tinh 1 kg/con/ ngày. Để bê đạt 220 – 240 kg khi 24 tháng tuổi cần cho bê ăn 15 – 20 kg cỏ tươi, cây bắp non, ngọn mía non và rỉ mật đường, 3 – 4 kg thức ăn tinh có 14% protein/con/ngày. Cho ăn liên tục 60 ngày trước khi xuất bán (bê có thể tăng 0,8 - 0,9 kg/con/ngày). Đối với bò gầy yếu, bò già loại thải cần vỗ béo 30 – 45 ngày trước khi giết mổ bằng cách cho ăn 3 – 4 kg thức ăn tinh, 20 – 30 kg cỏ tươi/ngày, và thân bắp, ngọn mía non, cho bò uống nước sạch.
Vỗ béo bò trước khi bán thịt rất quan trọng, làm tăng hiệu quả chăn nuôi do tăng khối lượng và chất lượng thịt. Sử dụng nguồn thức ăn là phế phụ phẩm nông nghiệp để vỗ béo bò trên cơ sở có bổ sung khẩu phần ăn thức ăn tinh. Các khẩu phần ăn khác nhau sẽ cho tỷ lệ thịt xẻ, tỷ lệ thịt tinh khác nhau khi giết mổ. Dù vỗ béo theo phương thức nào, vỗ béo sớm hay vỗ béo muộn, đối với bò thịt trước khi giết mổ bắt buộc phải có công đoạn vỗ béo. Vỗ béo là dùng biện pháp dinh dưỡng, chăm sóc nuôi dưỡng làm cho khối lượng con vật tăng nhanh và phẩm chất thịt được cải thiện.
Kỹ thuật chăn nuôi thâm canh bò thịt hiện nay là chọn lọc những bê khỏe mạnh của các giống cao sản chuyên thịt, đưa vào nuôi dưỡng với chế độ thâm canh cao để đạt được khối lượng giết mổ cao nhất ở giai đoạn bê sinh trưởng với cường độ cao nhất (dưới 24 tháng tuổi). Thời gian vỗ béo tùy thuộc vào phương thức vỗ béo, thức ăn, giống, độ béo của bò. Thời gian vỗ béo quá ngắn thì thịt sẽ nhiều nước, thời gian vỗ béo thích hợp thì chất lượng thịt sẽ cao hơn.
Khẩu phần thức ăn vỗ béo cho bò giàu đạm và nhiều sắt thì thịt bò sẽ đỏ đậm, khẩu phần thức ăn có nhiều bột bắp thì mỡ bò sẽ vàng, thịt thơm ngon và khẩu phần thức ăn có tỷ lệ các phụ phẩm công nghiệp thì thịt bò có thớ lớn và nhiều mỡ giắt. Khẩu phần thức ăn thường là thức ăn thô xanh 30 kg/ngày (cỏ tươi hoặc khô, rơm được ủ ure), thức ăn tinh 2,5– 3 kg/ngày với Protein tiêu hóa 100 gram, cho trâu, bò ăn 4-5 lần trong ngày, nước uống 50-60 lít/ngày, có thể sử dụng nước muối nồng độ 9%. Tại Trung Quốc, thậm chí bò được nuôi bằng rác, chúng được nuôi bằng cách ăn rác thải đến khi đủ lớn sẽ đem đi giết mổ. Vi khuẩn và nấm mốc, thậm chí thủy ngân và các chất hóa học độc hại khác mà gia súc thường xuyên tiếp xúc và hấp thụ có thể dễ dàng lây lan qua con người khi giết mổ hay ăn thịt chúng.
Tại Mỹ, Bò Mỹ được nuôi rất khoa học, công phu. Giai đoạn đầu là khoảng 15 tháng thả ăn cỏ và nuôi lớn, sau đó bò được đưa về nơi vỗ béo trong những khu vực có mái che đặc biệt ngoài trời. Tại đây bò được hưởng chế độ chăm sóc tối ưu, tẩm bổ bằng thức ăn chất lượng cao với các loại ngũ cốc xay như bắp ngô, milo, đậu nành, liều lượng được kiểm soát bằng máy tính. Chương trình cho ăn dựa theo độ tuổi, trọng lượng, kéo dài từ 100 đến 120 ngày cho đến khi bò cân nặng chừng 500 kg. Với lối chăm sóc kỹ lưỡng này, thịt bò Mỹ rất giàu chất dinh dưỡng, miếng thịt hấp dẫn, độc đáo về màu sắc, vân mỡ, hương vị ấn tượng, thơm ngon. Nhờ công nghệ chăn nuôi hiện đại, khoa học, thịt bò Mỹ rất giàu chất dinh dưỡng.
Tại Nhật Bản, trong 10 tháng đầu kể từ khi cai sữa, bò Kobe chỉ được phép có cân nặng giới hạn 250 – 280 kg/con. Vào giai đoạn vỗ béo, yêu cầu quan trọng đối với người nuôi bò Kobe là mỡ và thịt của chúng phải được phân bố đều, trong đó, mỡ chiếm khoảng 35%. Trong thời gian này, người nuôi cũng không được phép để bò tăng quá 0,6 kg/ngày. Thức ăn của những con bò Kobe đều được chọn lọc là thức ăn rất bổ dưỡng như lúa non, cỏ tươi, còn đồ uống là nước được chiết xuất, nước lọc tinh khiết (có nơi người dân phải khoan giếng sâu tới 180m dưới lòng đất để lấy nước cho bò uống). Riêng ở Úc, nhiều trang trại còn bổ sung vào khẩu phần ăn hàng ngày của những con bò Wagyu một ly rượu vang đỏ Cabernet Syrah Merlot liên tục trong ít nhất 1 tháng, khiến bò cảm thấy ngon miệng và bớt căng thẳng hơn. Ngoài ra, những thành phần chống oxy hóa trong rượu vang còn tác động đến màu thịt bò, khiến mùi vị của thịt hấp dẫn hơn. Ở Việt Nam, toàn bộ thức ăn cho bò Kobe được dùng từ thức ăn thô chứ không phải thức ăn công nghiệp. Đó là cỏ trồng tại trang trại, bã mía, lõi bắp lên men, gạo tấm thay cho bắp nhập khẩu và các chất bổ sung khác.

### Chuồng trại
Chuồng trại nuôi bò thịt phải xây dựng nơi cao ráo, thoáng mát và có màng lưới bao xung quanh chuồng để chống ruồi, muỗi và các côn trùng khác xâm nhập (trong chăn nuôi hộ gia đình). Nền cứng, không trơn trượt và có độ dốc để dễ thoát nước. Diện tích tối thiểu từ 2,5 - 3m2/con bò thịt. Máng ăn và máng uống nên làm bằng xi măng đặt theo chiều dài hành lang phân phối thúc ăn. Cần có biện pháp xử lý phân để hạn chế ô nhiễm môi trường chung quanh và lây lan cỏ dại. Chuồng trại, máng ăn, máng uống, môi trường xung quanh và cơ thể bò phải luôn được sạch sẽ. Định kỳ tẩy uế chuồng trại, khu vực xung quanh chuồng nuôi, phát quang bờ bụi, khơi thông cống rãnh, thu gom xử lý chất thải. Tích cực diệt chuột, gián, ve, ruồi muỗi, hạn chế tối đa các động vật trung gian truyền bệnh vào khu vực chăn nuôi bò.

### Chăm sóc
Là khâu quan trọng trong chăn nuôi bò thịt, nó quyết định đến tốc độ sinh trưởng phát triển của đàn bò. Nuôi bò thịt cần phải chia ra các giai đoạn để có chế độ nuôi dưỡng chăm sóc phù hợp. Trong các giai đoạn nuôi thức ăn thô xanh, thức ăn tinh hỗn hợp yêu cầu phải đầy đủ về số lượng và chất lượng theo đúng quy trình kỹ thuật, không sử dụng những thức ăn kém chất lượng như ẩm mốc, ôi thiu, nhũn nát... Công tác chăm sóc bò thì phải chú ý đến việc tắm chải hàng ngày, chống nóng cho bò về mùa hè, chống rét cho bò về mùa đông, cung cấp nước uống đầy đủ, sạch sẽ, nhu cầu nước uống của bò thịt có thể lên đến 50 - 60 lít/con/ngày và tuyệt đối không được hoà thức ăn hỗn hợp cho bò uống.
Bò đực bắt đầu phối giống từ 24 - 26 tháng tuổi, thời gian phối giống tốt nhất là từ 2- 6 năm tuổi. Tuổi động dục của bò cái từ 18-24 tháng tuổi, chu kỳ động dục trung bình 21 ngày, thời gian mang thai trung bình từ 281-285 ngày. Thời gian động dục trở lại sau khi sinh con từ 60-70 ngày. Có thể phối giống cho bò cái bằng thụ tinh nhân tạo hoặc trực tiếp. Một bò đực giống có khả năng phối giống cho 25-30 bò cái. Bò cái lên giống thường có triệu chứng kêu rống, đi lại bồn chồn, hay hít và nhảy lên lưng con khác, âm hộ sưng đỏ có nước nhờn màu trắng trong chảy ra mép âm hộ. Thời gian mang thai trung bình của bò là 281 ngày. Triệu chứng bò sắp đẻ: Bò có hiện tượng sụt mông, đầu vú căng, đầu vú chĩa về hai bên, niêm dịch treo lòng thòng ở mép âm hộ, đau bụng, đứng lên nằm xuống, ỉa đái nhiều lần, có cơn rặn mạnh, bộc ối thò ra ngoài mép âm hộ. Trong trường hợp bò đẻ bình thường (thai thuận) không cần can thiệp hoặc chỉ cần hỗ trợ cho bò cái dùng tay kéo nhẹ thai ra. Khi bò đẻ sẽ vở ối, hứng lấy nước ối, cắt dây rốn dài khoảng 10 – 12 cm (không cần buộc dây rốn), sát trùng bằng cồn Iod 5%. Lau rớt dãi trong mũi, mồm bê, để bò mẹ tự liếm con. Nếu bò mẹ mệt không liếm phải dùng khăn khô lau bê. Bóc móng để bê con khỏi trơn trượt khi mới tập đi. Vệ sinh phần thân sau và bầu vú bò mẹ, cho bò mẹ uống nước ối, thêm ít muối, cám và nước ấm. 

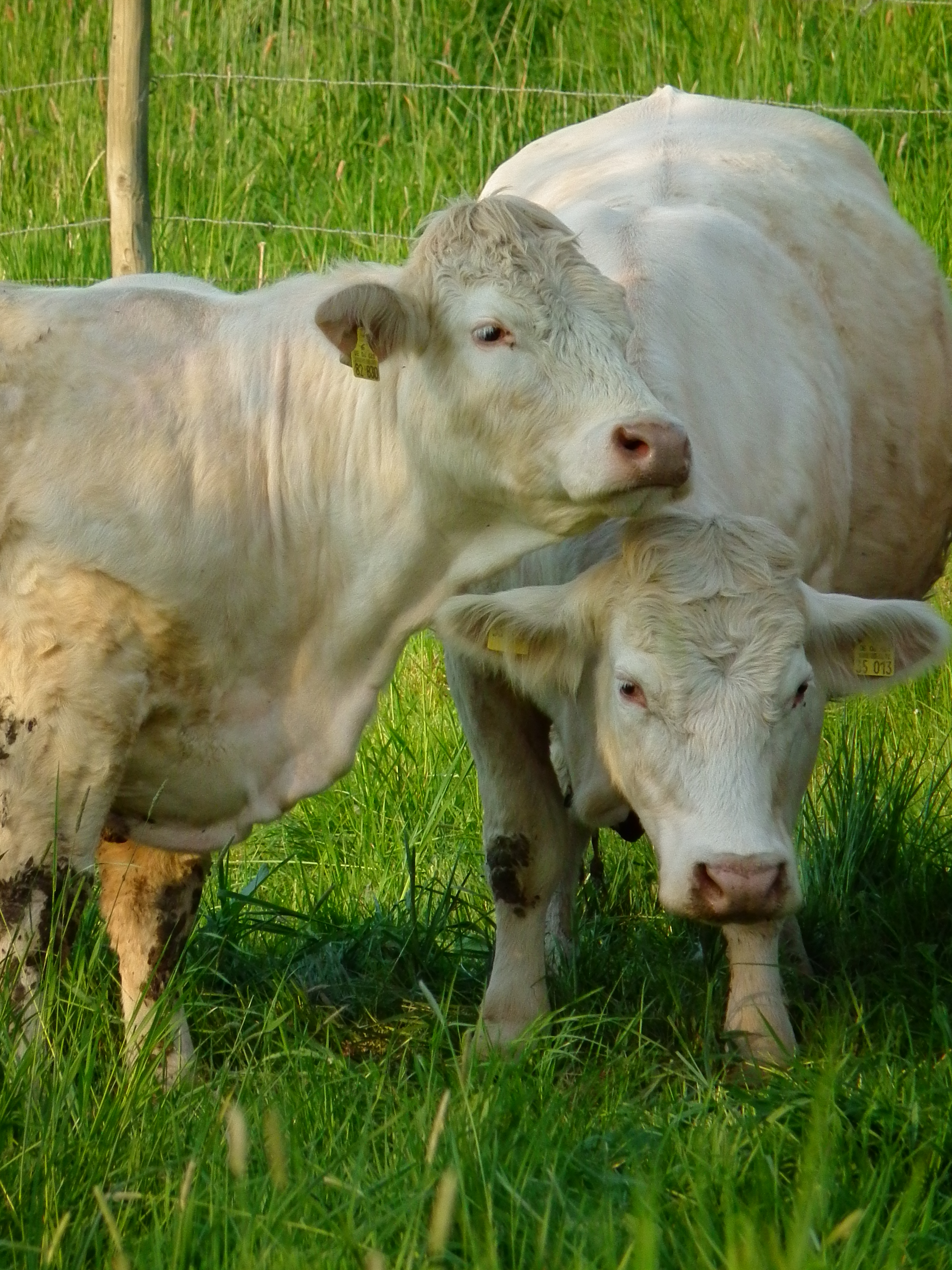
Chăn nuôi bò thịt

Bò Nhật Bản được chăm sóc rất kỹ từ khi còn bé. Mỗi trang trại wagyu chỉ nuôi từ 10 tới 15 con bò. Theo chiều dọc của chuồng, trọng lượng bò giảm dần theo tuổi để tiện chăm sóc, bò ăn giặm ở ô riêng, bò vỗ béo riêng, thậm chí bò cái và bò đực cùng lứa tuổi cũng được nhốt riêng tuân theo một chế độ ăn uống đặc biệt. Khẩu phần ăn của chúng được quản lý chặt chẽ để tạo ra những thớ thịt săn chắc. Thông thường, 60% bê con sẽ sinh trưởng khỏe mạnh. Chúng được cai sữa khi đạt 8-10 tháng tuổi, rồi được chuyển cho các trang trại để bắt đầu quá trình nuôi tập trung, với khẩu phần ban đầu bao gồm thức ăn thô và thức ăn gia súc, như cỏ tươi xanh, cỏ ủ chua, rơm, phế phẩm từ các nhà máy đóng hộp.
Hàng ngày người dân cho bò tắm bằng nước ấm. Những người dân ở đây cho rằng thịt bò sẽ ngon khi bò cảm thấy hạnh phúc, vì vậy chúng được massage hàng ngày bằng chổi rơm. Việc massage này trên thực tế ngoài việc làm cho bò cảm thấy hạnh phúc hơn thì sẽ giúp cho mỡ của bò được tan bớt đi (giống như chúng ta đánh mỡ) và bò sẽ có chất lượng thịt cao hơn vì khi đó các thớ thịt bò Kobe thành phẩm sẽ mềm và ngon hơn. Hằng ngày, những người chăn nuôi phải tắm bò đều đặn bằng vòi nước ấm và massage bằng rượu sakê giúp những lớp mỡ nằm dọc ngang hòa quyện vào lớp thịt nạc khiến cho thịt bò Kobe trở nên béo ngậy, thơm ngon (còn gọi là mỡ vân cẩm thạch). Vào khoảng tháng 8 đến tháng 10 hàng năm, khi nhiệt độ ngoài trời lên tới 30 độ C, những con bò thường bị nóng và điều này khiến chúng bỏ ăn. Khi đó, người nuôi sẽ cho bò uống bia để kích thích vị giác của chúng, đồng thời giúp thức ăn dễ tiêu hóa hơn.
Càng về những giai đoạn cuối trước khi xuất chuồng, việc chăm sóc càng trở nên quan trọng để bò nạp nhiều năng lượng và giảm tiêu hao năng lượng. Do đó người ta cho bò nghe nhạc giao hưởng và uống bia. Giai đoạn này, bò được ăn thêm cả vào ban đêm để tăng trọng nhanh, được uống bia để thêm năng lượng khi nguồn thức ăn vào cơ thể có giới hạn. Khi lớp mỡ tích tụ dưới da dày lên, người ta dùng máy mát xa để đánh tan mỡ, chuyển chúng thấm sâu vào giữa các thớ thịt. Đây là giai đoạn quan trọng quyết định phẩm cấp các loại thịt bò Kobe. Chỉ cần vân mỡ không thấm đều, nhuyễn ra giữa các thớ thịt mà bị vón cục là thịt bò không đạt chuẩn hạng cao.
Tại Mỹ, các nhà chế biến thịt bò Mỹ thường sử dụng phương pháp làm mềm thịt bằng biện pháp cơ khí: Châm rất nhiều mũi kim nhỏ li ti xuyên qua miếng thịt bò. Làm như vậy, thịt sẽ trở nên mềm hơn, có vẻ tươi ngon hơn và được người tiêu dùng ưa chuộng hơn. Việc vệ sinh thiết bị không được đảm bảo đã khiến một số vi khuẩn chết người này có cơ hội xâm nhập sâu bên trong miếng thịt, và gây hại cho sức khỏe người dùng. Người nuôi thường tận dụng diện tích chuồng trại khiến mật độ nuôi quá cao, lạm dụng thuốc kháng sinh, thuốc tăng trọng, xử lý nguồn chất thải không đảm bảo sạch sẽ là những điều kiện lý tưởng cho nhiều loại vi khuẩn xâm nhập vào cơ thể bò nuôi, trong đó có E.Coli. Lối chăn nuôi lấy trọng lượng làm đầu của các nông dân Mỹ đã khiến nhiều yếu tố khác bị phớt lờ, dù chúng được quy định rất ngặt nghèo. Ngay cả chỉ tiêu một bác sĩ thú y /1.000 đầu bò nuôi cũng không được tuân thủ.

### Tại Hoa Kỳ
Nông dân Hoa Kỳ sở hữu đàn bò thịt có số lượng chỉ đứng hàng thứ 3 thế giới, vào khoảng 94,5 triệu con, đứng sau Brazil (204,5 triệu con) và Ấn Độ (172, 4 triệu con) nhưng đàn bò này của họ lại cho sản lượng thịt cao nhất thế giới: 11,9 triệu tấn/năm. Tại Hoa Kỳ, hàng năm ngoài tiêu thụ nội địa, có tới hàng triệu tấn thịt bò Mỹ được xuất khẩu tới các thị trường sành ăn như Nhật Bản, Canada, Mexico, Hàn Quốc với doanh số hàng tỷ USD/năm, trong đó, Nhật Bản thường sử dụng thịt bò từ thị trường Mỹ. Vào năm 2002, Nhật Bản đã nhập một số lượng thịt bò trị giá 1,7 tỷ USD từ Mỹ, năm 2003, Nhật Bản là quốc gia nhập khẩu thịt bò Mỹ lớn nhất thế giới, với 240.000 tấn sản phẩm, tương đương 1,4 tỷ USD, ngoài ra còn xuất vào Nga, Việt Nam nơi nó phải cạnh tranh với bò Úc và bị giả mạo bởi thịt bò Trung Quốc.
So với thịt bò Kobe nổi tiếng về chất lượng lẫn kinh phí (hơn 3 triệu đồng VN/kg), thịt bò Mỹ vẫn là sự lựa chọn hàng đầu cho nhiều người bởi chất lượng hoàn hảo và giá thành vừa phải. Ngoài yếu tố nguồn giống và di truyền, yếu tố then chốt làm nên chất lượng thịt bò Mỹ chính là phương pháp Cho ăn. Những tiểu bang có khu vực nuôi bò lớn nhất là Texas, Nebraska, Iowa, Kansas, Oklahoma, Colorado và Califonia. Với mục đích chỉ để lấy thịt, các nhà chăn nuôi của Mỹ chủ yếu nuôi bò thiến, nhờ đó thịt chúng có vân mỡ đặc trưng, màu sắc hấp dẫn, độ mềm và hương vị đặc biệt thơm ngon.
Thịt bò Mỹ là mặt hàng được mệnh danh là dầu mỏ thứ hai này của Hoa Kỳ. Thịt bò Mỹ được sản xuất theo một quy trình chăn nuôi hiện đại, khoa học tân tiến hàng đầu và một quá trình kiểm định chất lượng chặt chẽ, khắt khe. Thịt bò Mỹ có chất lượng nhờ vân mỡ đặc trưng không ngậy, chất lượng đồng đều với hàm lượng chất dinh dưỡng cao, hội tụ nhiều loại amino acid, thịt bò Mỹ còn có được vẻ ngoài độc đáo về màu sắc, vân mỡ, kích thước cũng như hương vị và độ mềm, thịt bò Mỹ mềm ngọt, giá trị chất dinh dưỡng rất cao, hương vị độc đáo, được nhiều nước trên thế giới ưa chuộng. Không phải bất kỳ miếng thịt bò Mỹ nào cũng giống nhau. Xếp hạng thịt bò được dựa trên tỷ lệ vân mỡ trong miếng thịt và tuổi của con bò.
Thịt bò Mỹ được phân thành ba loại chính là Thượng hạng (Prime), Cao cấp (Choice) và tốt (Slelect), ứng với mỗi loại là mức độ vân mỡ khác nhau tạo nên độ mềm, sắc tươi và hương vị khác nhau. Ngoài ra, Có 8 thứ tự xếp hạng thịt bò được Bộ Nông nghiệp Mỹ và chuyên viên kiểm định (USDA) công nhận (xếp hạng theo thứ tự giảm dần): 

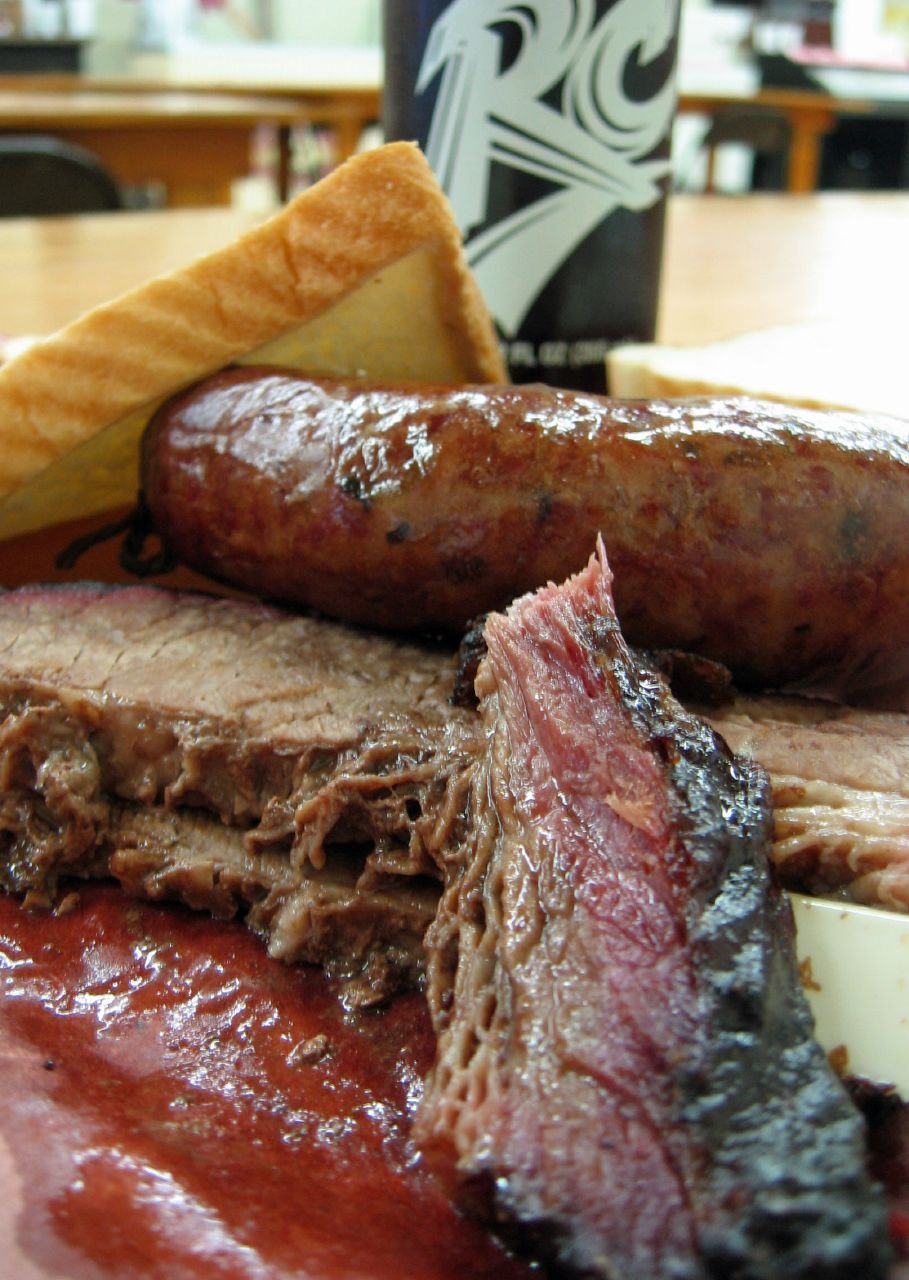
Một miếng bò Mỹ đã chế biến

- Loại Thượng hạng (Prime): Đây là loại thịt bò có chất lượng vân mỡ tốt nhất, có vị thơm, mềm, ngon nhất, loại này thường chỉ bán trong các nhà hàng hạng sang với giá cao hơn hẳn các loại thịt bò khác. Chỉ có khoảng 4% thịt bò được cấp loại này
- Loại Cao cấp (Cao cấp): Thịt bò loại "Choice" được xếp hạng thịt bò phổ biến nhất vì nó có hương vị và độ mềm khá cao trong khi có giá thấp hơn nhiều so với loại Thượng hạng. Có đến 85% thịt bò Mỹ được cấp loại Choice
- Loại Tốt (Select)
- Loại Tiêu chuẩn (Standard)
- Loại Thương mại (Commercial)
- Loại Tiện ích (Utility)
- Loại Thịt vụn (Cutter)
- Loại Đóng hộp (Canner)

Thịt bò Mỹ giàu chất bổ dưỡng, cung cấp lượng lớn các chất dinh dưỡng thiết yếu cho con người và một lượng calorie tương đối nhỏ. Nếu so sánh với thịt gà có cùng trọng lượng, thịt bò Mỹ chứa Vitamin B12 nhiều hơn gấp 9 lần, chất sắt gấp 2 lần và chất kẽm gấp 4 lần. Đáng lưu ý, chất sắt trong thịt bò thuộc dạng heme, dễ dàng hấp thụ vào cơ thể con người cao hơn 5 đến 10 lần so với chất sắt có trong các nguồn thực phẩm khác. Một miếng thịt nạc trung bình cung cấp chỉ có 8% lượng calorie và cholesterol cần thiết cho cơ thể đồng thời chỉ có 9g chất béo, trong đó chưa đến phân nửa chất béo này là bão hòa. Tuy vậy khẩu phần này lại đáp ứng khoảng 45% lượng protein cần thiết cho nhu cầu hằng ngày của cơ thể. Bò Mỹ ngày nay cho thịt nạc nhiều hơn các giống bò giữa thế kỷ trước do quá trình lai tạo, chọn giống.
Thịt bò Mỹ giàu Creatinine hiệu quả trong sự phát triển cơ bắp, cải thiện sức mạnh, giàu vitamine B12 và B6 (khi vận động, yêu cầu protein và Vitamine B6 trong chế độ ăn uống hàng ngày phải được tăng lên nhiều hơn. Thịt bò chứa đủ lượng Vitamine B6 cần thiết giúp con người tăng cường khả năng miễn dịch, thúc đẩy trao đổi chất và tổng hợp protein, góp phần phục hồi cơ thể. Thịt bò chứa nhiều carnitine, hàm lượng kali và protein cao, kết hợp axit linoleic phong phú, chứa nhiều kẽm, magnesi, sắt... Thịt bò Mỹ có nguồn chất béo rất thấp, do đó khi sử dụng không phải lo lắng béo phì hay nguy cơ dẫn đến các bệnh liên quan tim mạch...
Bò Mỹ được nuôi rất khoa học, công phu. Giai đoạn đầu là khoảng 15 tháng thả ăn cỏ và nuôi lớn, sau đó bò được đưa về nơi vỗ béo trong những khu vực có mái che đặc biệt ngoài trời. Tại đây bò được hưởng chế độ chăm sóc tối ưu, tẩm bổ bằng thức ăn chất lượng cao với các loại ngũ cốc xay như bắp ngô, milo, đậu nành, liều lượng được kiểm soát bằng máy tính. Chương trình cho ăn dựa theo độ tuổi, trọng lượng, kéo dài từ 100 đến 120 ngày cho đến khi bò cân nặng chừng 500 kg. Với lối chăm sóc kỹ lưỡng này, thịt bò Mỹ rất giàu chất dinh dưỡng, miếng thịt hấp dẫn, độc đáo về màu sắc, vân mỡ, hương vị ấn tượng, thơm ngon. Nhờ công nghệ chăn nuôi hiện đại, khoa học, thịt bò Mỹ rất giàu chất dinh dưỡng.
Thịt bò Mỹ được kiểm soát chặt chẽ về vệ sinh an toàn thực phẩm, phải trải qua hệ thống chọn lọc và phân loại chất lượng theo quy định nghiêm ngặt, do Bộ Nông nghiệp Hoa Kỳ và chuyên viên kiểm định USDA thực hiện, họ giám sát chặt chẽ các khâu chăn nuôi, chế biến và phân phối. Với công nghệ chăn nuôi hiện đại, chuyên sâu. Thịt bò Mỹ là một trong những hạng mục được kiểm soát gay gắt nhất thế giới về vệ sinh an toàn thực phẩm. Chính phủ Mỹ đã có những biện pháp để bảo vệ thương hiệu thịt bò, mà sự tồn tại của hệ thống xếp hạng thịt bò do USDA (United State Department of Agriculture - Bộ Nông nghiệp Mỹ) quản lý. Đây cũng là hệ thống xếp hạng thịt bò duy nhất trên thế giới được một cơ quan chính phủ ban hành và trực tiếp giám sát. Nó quy định chi tiết đến từng chỉ tiêu nhỏ nhặt nhất.

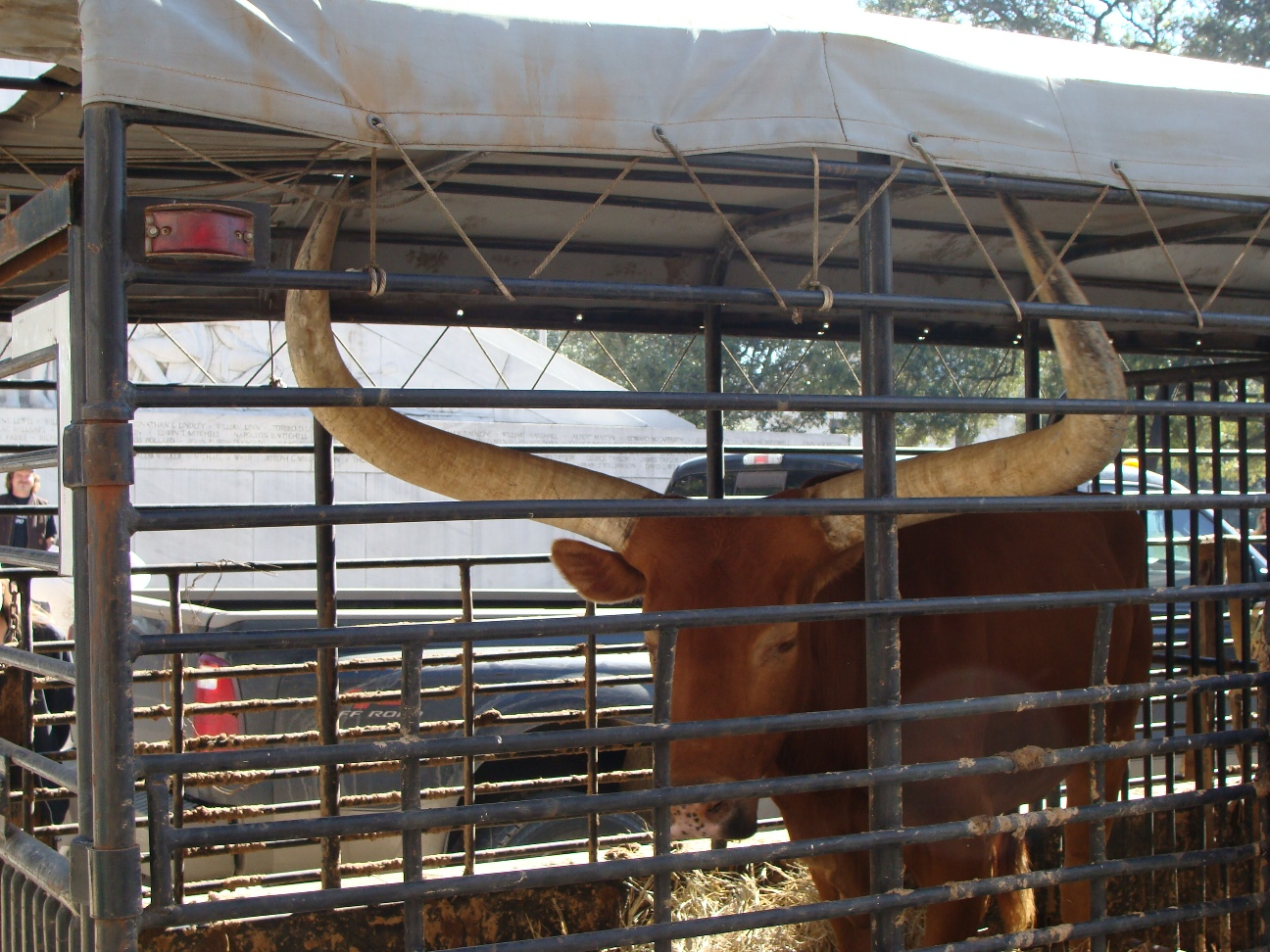
Bò Mỹ được kiểm soát theo một quy trình chặt chẽ, trong hình là Bò sừng dài Texas

Hệ thống này bắt nguồn từ những nỗ lực đầu tiên của Chính phủ liên bang vào năm 1920 nhằm phân loại và đóng dấu, kiểm định thịt bò cho tất cả các cơ sở chăn nuôi và chế biến thịt bò. Sau khi chứng minh được những lợi ích to lớn mà người tiêu dùng được hưởng từ hệ thống phân loại và kiểm định này, đến năm 1926, Bộ Nông nghiệp Mỹ tiến thêm một bước bằng việc ban hành các tiêu chuẩn xếp hạng thịt bò. Quá trình chăn nuôi, giết mổ, bảo quản và phân phối đều theo quy trình khép kín, dưới sự giám sát nghiêm ngặt của cơ quan FDA (Cục quản lý dược phẩm và thực phẩm Hoa Kỳ) đã giúp thịt bò Mỹ trở thành một thương hiệu.
Hệ thống tiêu chuẩn ngày càng được hoàn thiện theo hướng nghiêm ngặt hơn. Theo đó, tất cả những thông tin liên quan đến một miếng thịt bò đều phải được ghi nhận: Từ gia phả của bò, nơi nuôi, người nuôi, chế độ ăn uống, kiểm dịch, thuốc men sử dụng trong quá trình chăn nuôi cho đến ngày giờ giết thịt, bao gói, vận chuyển qua những đâu, bằng phương tiện gì, nhiệt độ bảo quản là bao nhiêu. Với mỗi miếng thịt bò Mỹ, chỉ cần đưa phần dán mã vạch của sản phẩm vào máy quét chuyên dụng, thông tin về những gram thịt này sẽ hiển thị ngay lập tức. Từ gia phả của bò, nơi nuôi, người nuôi, chế độ ăn uống, kiểm dịch, thuốc men sử dụng trong quá trình chăn nuôi cho đến ngày giờ giết thịt, bao gói, vận chuyển.
Khi cầm một miếng thịt bò trong siêu thị trên tay, viên thanh tra của USDA chỉ cần đưa phần dán mã vạch của sản phẩm vào máy quét chuyên dụng, lập tức sẽ nhận được đến vài trang A4 ghi các thông tin về những gram thịt này. Ngoài USDA, giống như các loại thực phẩm và dược phẩm khác, thịt bò khi lưu hành còn bị đặt dưới vòng săm soi kỹ lưỡng của FDA. Với sự kiểm soát nghiêm ngặt đó, thịt bò Mỹ luôn được coi là an toàn với người tiêu dùng.
Các nhà chế biến thịt bò Mỹ thường sử dụng phương pháp làm mềm thịt bằng biện pháp cơ khí: Châm rất nhiều mũi kim nhỏ li ti xuyên qua miếng thịt bò. Làm như vậy, thịt sẽ trở nên mềm hơn, có vẻ tươi ngon hơn và được người tiêu dùng ưa chuộng hơn. Việc vệ sinh thiết bị không được đảm bảo đã khiến một số vi khuẩn chết người này có cơ hội xâm nhập sâu bên trong miếng thịt, và gây hại cho sức khỏe người dùng. Người nuôi thường tận dụng diện tích chuồng trại khiến mật độ nuôi quá cao, lạm dụng thuốc kháng sinh, thuốc tăng trọng, xử lý nguồn chất thải không đảm bảo sạch sẽ là những điều kiện lý tưởng cho nhiều loại vi khuẩn xâm nhập vào cơ thể bò nuôi, trong đó có E.Coli. Lối chăn nuôi lấy trọng lượng làm đầu của các nông dân Mỹ đã khiến nhiều yếu tố khác bị phớt lờ, dù chúng được quy định rất ngặt nghèo. Ngay cả chỉ tiêu một bác sĩ thú y /1.000 đầu bò nuôi cũng không được tuân thủ.

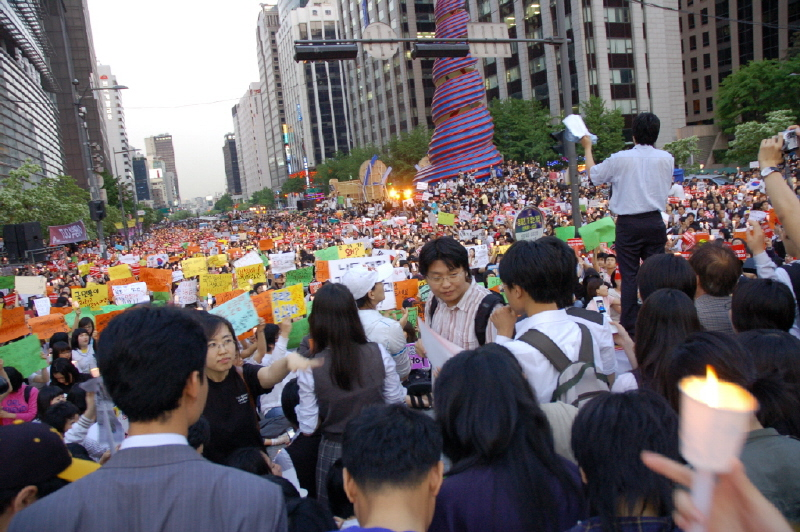
Một cuộc biểu tình chống thịt bò Mỹ ở Hàn Quốc năm 2008

Từng có vụ việc ở California có quyết định thu hồi gần 4 triệu ki-lô-gam thịt bò vì giết mổ từ bò bị bệnh và chưa được các cơ quan liên bang Mỹ kiểm tra kỹ. Doanh nghiệp bị thu hồi các sản phẩm thịt bò là Rancho Feeding Corp (Mỹ). Thịt bò bị thu hồi được sản xuất trong nguyên một năm từ ngày 1 tháng 1 năm 2013 đến ngày 7 tháng 1 năm 2014. Thịt đã được phân phối đến nhiều trung tâm phân phối và cửa hàng ở California, Florida, Illinois và Texas. Thịt bò bị thu hồi không được dùng làm thức ăn cho người và phải được thiêu hủy. Thịt này được đóng trong những thùng bên ngoài có dán nhãn kiểm tra của Bộ Nông nghiệp Hoa Kỳ với ký hiệu "EST 527".
Hàn Quốc từng tạm ngừng nhập khẩu một số sản phẩm thịt bò từ Mỹ sau khi phát hiện chất phụ gia tăng trưởng zilpaterol có tác dụng tăng cơ bắp cho động vật. Cơ quan này đã phát hiện chất tạo nạc trong thịt bò Mỹ. Bộ Thực phẩm Hàn Quốc thông báo họ đã ngừng nhập khẩu thịt bò từ Swift Beef, công ty chế biến thực phẩm thuộc tập đoàn JBS USA, và đề nghị Mỹ điều tra nguyên nhân 22 tấn thịt được đưa vào Hàn Quốc chứa zilpaterol. Sau đó, Quyết định bỏ lệnh cấm nhập khẩu đã khơi mào các cuộc biểu tình trên đường phố, và khiến Chính phủ điêu đứng và buộc phải nhập khẩu lại, Washington đồng ý không xuất khẩu thịt bò từ gia súc hơn 30 tháng tuổi. Đài Loan cũng phát hiện zilpaterol trong thịt bò Mỹ. Zilpaterol thuộc nhóm beta-agonist có thể khiến mỗi con vật tăng thêm 14 kg thịt chỉ vài tuần trước khi giết thịt. Chất này lúc đầu được dùng trong thuốc chữa hen suyễn cho con người, sau đó được dùng để tăng trọng lượng cho gia súc.
Ngoài ra, vào năm 2006, Nhật Bản sẽ lại ngưng nhập khẩu thịt bò Mỹ, chỉ một tháng sau khi lệnh cấm nhập khẩu thịt bò Mỹ được dỡ bỏ, sau khi phát hiện một tàu chở thịt bò từ Mỹ có chứa một số phần của bò có nguy cơ lây bệnh bò điên cao. Một tàu chở hàng chở thịt bò Mỹ vào Tokyo có thể có chứa xương sống bò, một phần cơ thể của loài động vật này có nguy cơ cao mang bệnh bò điên. Nhật Bản đã áp đặt lệnh cấm đối với thịt bò Mỹ vào tháng 12 năm 2003 sau khi căn bệnh bò điên (BSE) đã giết chết 130 người, phần lớn tại Anh được phát hiện ở một đàn gia súc ở Mỹ. Sau 2 năm thương lượng, Nhật đã đồng ý dỡ bỏ lệnh cấm này, với điều kiện thịt bò nhập từ Mỹ phải là bò có tuổi đời trên 20 tháng và các yếu tố có nguy cơ lây bệnh bò điên được lấy đi

### Tại Úc
Chăn nuôi bò rất phát triển ở Úc, đặc biệt là việc chăn nuôi bò thịt. Tại Úc có nhiều điều kiện thuận lợi để phát triển ngành chăn nuôi bò. Quốc gia này có những trang trại trồng cỏ nuôi bò rộng có khi lên đến hàng trăm hécta, trải dài hàng chục km. Bò từng đàn từng đàn được thả tự nhiên trên đồng cỏ không cần người chăn, trên tai mỗi con đeo chip để chủ trại theo dõi nguồn gốc, quá trình sinh trưởng, số lần chích ngừa, bệnh tật... Những cánh đồng cỏ xanh hoa vàng rực rỡ trải dài mút tầm mắt, đến mùa đông, nông dân Úc lại cuộn cỏ thành những búi lớn trên đồng để bò ăn dần, xen kẽ với các thức ăn khác. Do được chăn thả tự nhiên trên những cánh đồng cỏ bạt ngàn nên thịt bò Úc thơm ngon có tiếng.
Bò Úc có nhiều giống, như bò Brahman, bò Angus, bò Limousin, bò Charolais... Thông thường, các quốc gia như Việt Nam hay Trung Quốc chuộng giống bò Brahman vì giá rẻ, Trung Quốc có thể mua loại bò 200 kg về vỗ béo lên 500 kg và giết thịt. Vài năm gần đây, do nhu cầu sử dụng thịt bò Úc tăng cao nên không dễ mua được bò thịt giống Brahman do hàng có đến đâu, Trung Quốc mua hết. Úc còn có giống bò thịt Angus chất lượng thịt rất ngon, nhưng giá mắc nên mấy quốc gia giàu mới chuộng. Thêm vào đó, còn tùy độ tuổi của bò, thời điểm mua mà giá bò thịt dao động khác nhau, từ đó chất lượng thịt cũng khác nhau. Trong các chợ hay siêu thị ở Úc, thịt bò dao động từ 15-22 AUD/kg thịt phile, có loại lên đến 30-40 AUD/kg.
Bò Úc rẻ, bò Úc an toàn vì chăn thả tự nhiên và chất lượng được giám sát kỹ theo đúng những tiêu chuẩn ngặt nghèo của Úc. Không chỉ Việt Nam, các nước Trung Đông hay Trung Quốc cũng tranh thủ mua bò Úc về bán kiếm lời. Bò mẹ, bò sữa, bò con, bò giống, bò đực.... đều đắt khách. Trong các trang trại, nhân sự rất ít do máy móc đảm đương phần lớn, từ khâu trộn thức ăn, chăm sóc bê đến vắt sữa và sơ chế sữa, nhiều trang trại nuôi bò Úc khác, làm gọn từ khâu nuôi bò giống, chăm sóc bê, nuôi bò thịt...Bò nuôi trên trang trại ở Úc đều gắn chíp vào tai để theo dõi quá trình sinh trưởng. Bò thịt nuôi lớn thì bán, rất đắt hàng vì ngoài tiêu thụ nội địa thì có đến hơn 100 nước đang nhập khẩu bò Úc. Sữa cũng làm đến đâu bán đến đấy vì hàm lượng dinh dưỡng trong sữa bò Úc cao, thị trường cũng ưa chuộng. Mỗi con bò sữa mỗi ngày cho 30-45 lít sữa.
Thông thường, bò Úc đi các nước thông qua một số công ty trung gian, chuyên mua gom bò khắp vùng về rồi bán cho khách nước ngoài. Dĩ nhiên, để được Hải quan Úc cấp giấy phép xuất khẩu bò, các doanh nghiệp này cũng phải đáp ứng được những quy chuẩn ngặt nghèo và thường xuyên được giám sát chặt chẽ từ chất lượng đến dịch bệnh để đảm bảo bò Úc xuất ra khỏi biên giới. Quy định về giết mổ bò ở Úc rất ngặt nghèo, toàn bộ được thực hiện trong môi trường lạnh. Sau khi pa lóc, thành phẩm được đóng gói và xuất lên container ngay. Một quy trình ngặt nghèo khép kín không khác gì quy trình nuôi, với thị trường ngày càng trải rộng khắp thế giới. Tùy theo vị trí miếng thịt, bò đã phân mảnh cũng có giá cao thấp tùy chất lượng con bò, thời gian nuôi, bò tơ hay bò già, bò đực hay bò cái. Không quan tâm bạn là ai, chỉ cần trả đủ tiền, có thể nhập bao nhiêu tùy thích trừ những lúc khan hàng.

## Bò cày kéo
Cày kéo là công việc nặng nhọc tiêu hao rất nhiều năng lượng của trâu bò vì vậy phải có chế độ chăm sóc sức khỏe cho chúng hợp lý. Kỹ thuật nuôi trâu bò cày kéo không có gì đặc biệt so với các loại trâu bò khác, nhưng trong mùa cày kéo nặng phải chú ý tăng cường khẩu phần ăn để đáp ứng nhu cầu của vật nuôi nhất là nhu cầu về năng lượng. Cày kéo phải cho trâu bò nghỉ giải lao, thồ đường xa phải dừng nghỉ. Trong thời gian nghỉ giải lao cho trâu bò uống nước đầy đủ (nếu có ít thức ăn nhẹ càng tốt).

### Khẩu phần

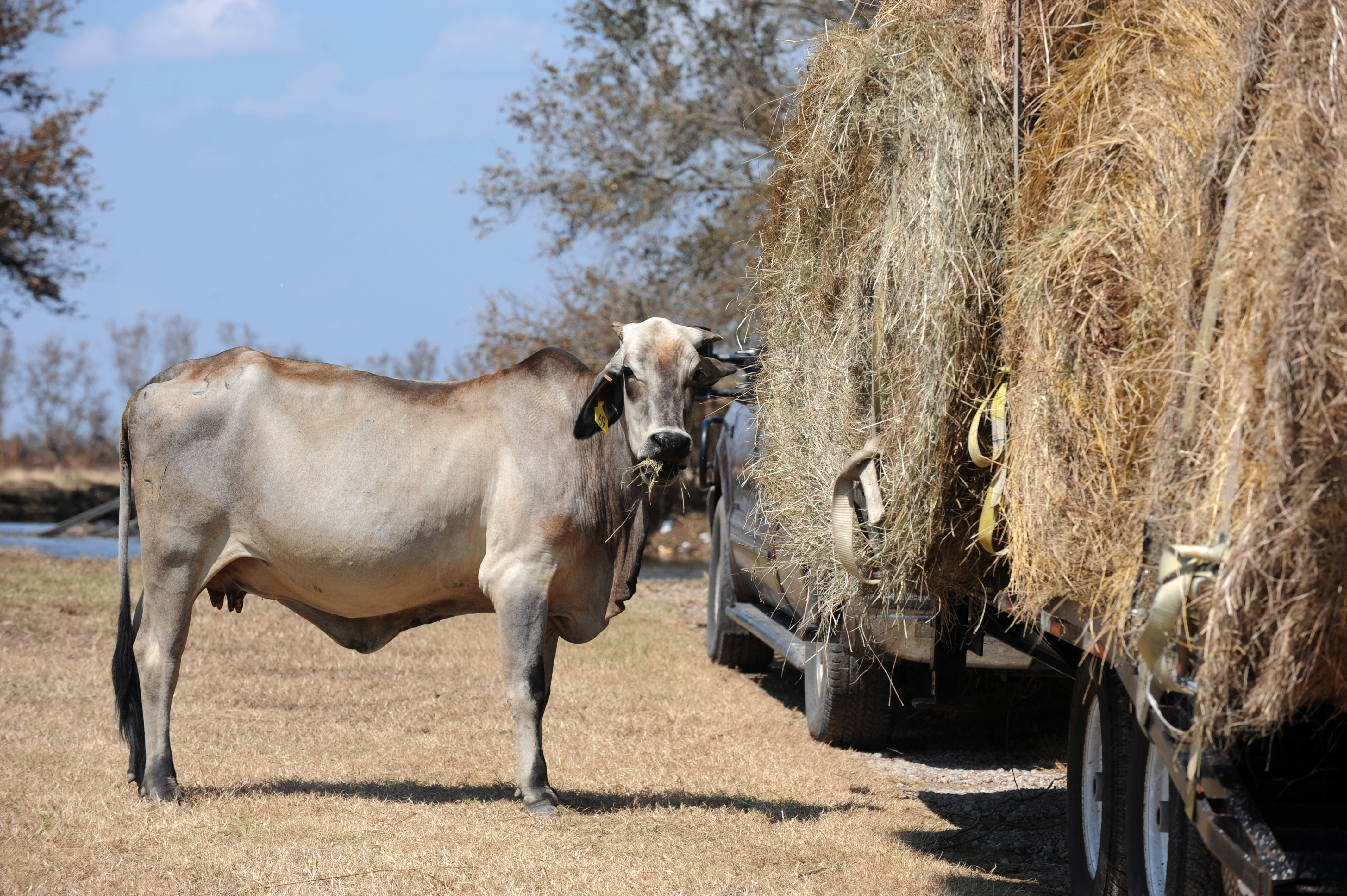
Một con bò đang ăn rơm khô

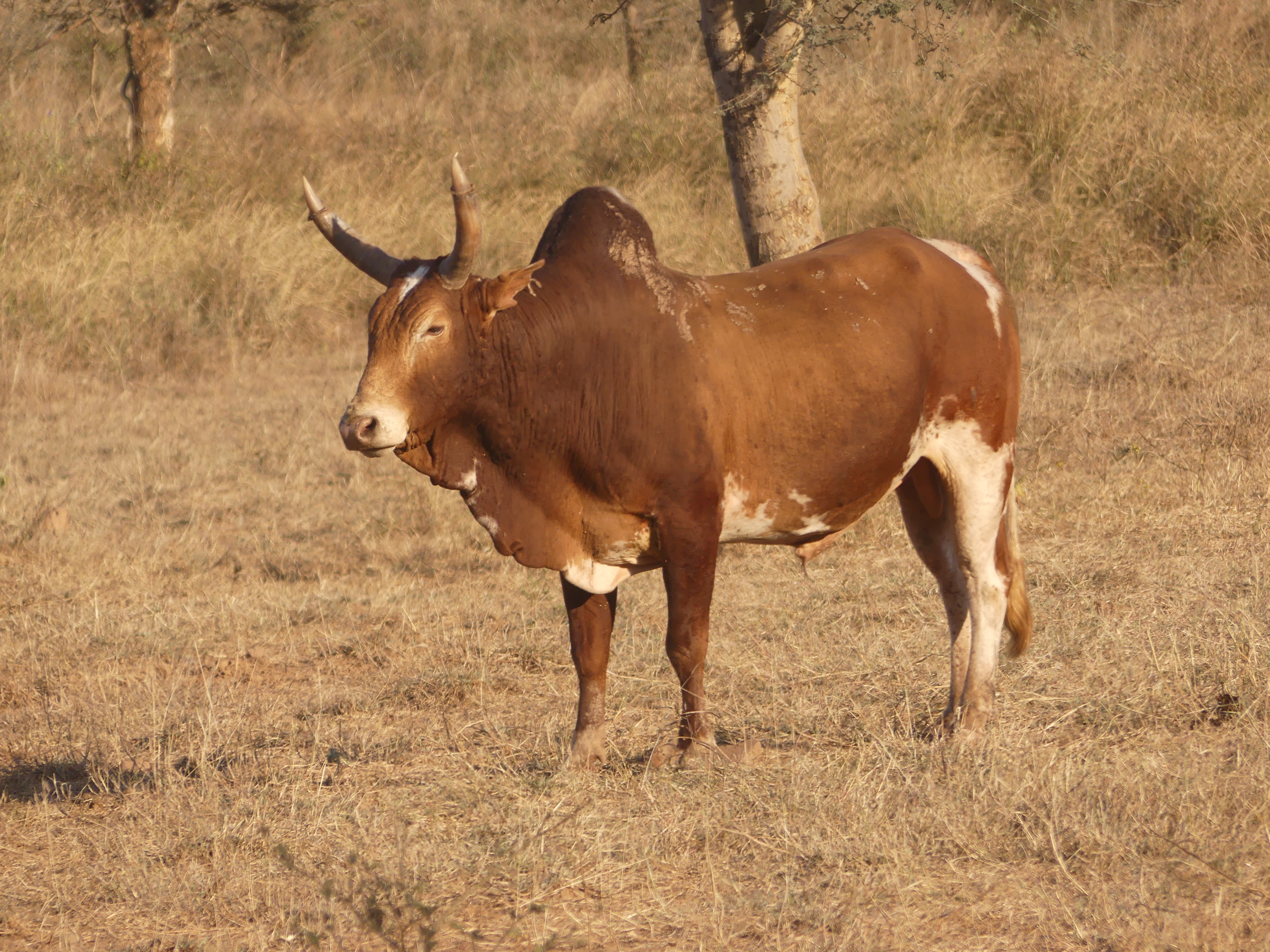
Một con bò kéo ở Ấn Độ

Trong mùa cày kéo nặng phải chú ý tăng cường khẩu phần ăn để đáp ứng nhu cầu của gia súc đặc biệt là năng lượng. Do ảnh hưởng của mùa vụ gieo trồng nên cường độ làm việc của trâu bò nặng nhẹ khác nhau, nặng nhất là thời kỳ làm đất xuân hè và đông xuân. Để định lượng mức ăn cho trâu bò cày kéo, người ta chia theo mức độ làm việc nặng và làm việc vừa phải (trung bình). chú ý cung cấp cho trâu bò cày kéo một lượng thức ăn đầy đủ để đảm bảo cung cấp đủ nhu cầu năng lượng cho quá trình làm việc. Không bắt chúng làm việc quá tải và cho chúng uống nước đủ, nếu phải làm việc trong điều kiện nóng nực phải cho chúng nghỉ trong bóng mát khi cần thiết, để chúng không bị ảnh hưởng đến sức khoẻ.
Do ảnh hưởng của mùa vụ gieo trồng nên cường độ làm việc của trâu bò nặng nhẹ khác nhau, nặng nhất là thời kỳ làm đất, sau khi thu hoạch trâu bò phải chuẩn bị đất cho vụ tiếp, thời kỳ này thức ăn nhìn chung không dồi dào, trâu bò được ăn ít cỏ xanh, phải ăn thêm nhiều rơm khô, phải bổ sung thêm cho trâu bò các phụ phẩm từ cây vụ đông, hoặc xử lý rơm ủ với u-rê, cho ăn thêm củ quả và thức ăn tinh. Chăm sóc trong thời gian cày kéo quan trọng nhất là phải cung cấp đủ thức ăn ngon cho trâu trong thời kỳ làm việc để trâu có đủ nhu cầu dinh dưỡng, thậm chí khi trâu làm việc căng thẳng, mệt mỏi không muốn ăn, phải nấu cháo cám cho chúng ăn.
Mức độ làm việc nặng đối với trâu bò làm 8 giờ/ngày, mức độ làm việc vừa phải đối với trâu làm việc 4 giờ/ngày theo tiêu chuẩn. Với mức làm việc vừa phải tuỳ theo khôi lượng môi trâu bò cày kéo phải được ăn từ 20 kg đến trên 40 kg/cỏ xanh tươi/ngày. Trường hợp làm việc nặng phải cho trâu ăn vật chất khô từ 3% lên 17-18% với năng lượng tăng 22-27% và protein thô 10%. Lượng Ca và P không cần phải tăng. Trong thực tế trâu không thể ăn đủ trên 50 kg thức ăn xanh thô/ngày do đó ngoài thức ăn lanh ngoài bãi chăn, cần cho trâu cày kéo ăn thêm nhiều rơm, các phụ phế phẩm từ cây vụ đông hoặc rơm với urê, cho ăn thêm củ quả và thức ăn tinh. Trong thời gian làm việc trên đồng, một buổi làm 4 tiếng nên cho nghỉ giải lao giữa giờ 1-2 lần, mỗi lần 15-20 phút.
Trâu bò cày kéo còn được nuôi chủ yếu bằng nguồn cây cỏ tự nhiên và phụ phẩm nông nghiệp, cỏ tự nhiên có thể mọc quanh năm ở các đổi hoang, rừng cây, dọc bờ đê, đường đi và xen trong những ruộng hoa màu. Cỏ tự nhiên Nguồn cỏ tự khá phong phú và đa dạng, có thể có quanh năm và rất dồi dào vào mùa mưa, còn mùa đông khô thì vừa ít về số lượng vừa nghèo về chất lượng. Nếu chỉ phụ thuộc vào nguồn thức ăn tự nhiên thì trâu bò chỉ được cung cấp đủ thức ăn và béo tốt trong mùa mưa, nhưng sẽ sút cân trong mùa đông khô. Thành phần hoá học và giá trị dinh dưỡng của chúng thì hàm lượng protein thô trong 1 kg chất khô trung bình là 75-145 g, hàm lượng xơ khá cao 269-373 g, trong khi khoáng đa lượng và vị lượng thấp.
Các loại cỏ trồng hoà thảo phổ biến là cỏ voi (Penniselum purpureum), cỏ Ghi nê (Pannicum nuiximum), cỏ Pangola (Digitana decumbens). Ngoài ra, một số cây cỏ họ đậu làm thức ăn cho trâu bò, trong đó chú ý hơn cả cây keo dậu. Một số phụ phẩm cây trồng cũng là đáng kể, nguồn phụ phẩm từ trồng trọt bao gồm nhiểu loại trong đó đáng chú ý nhất là rơm rạ, tiếp theo là thân lá ngô, lá mía, dây lang (rễ khoai lang), lá lạc (đậu phộng). Nếu sử dụng tốt và đầy đủ thì nguồn phụ phẩm này đóng góp rất lớn cho chăn nuôi trâu bò và chỉ cần nột số phương pháp xử lý, chế biến đơn giản để có thể dự trữ cung cấp một lượng thức ăn thô quanh năm.
Rơm là nguồn thức ăn dự trữ quan trọng nhất với trâu bò. Rơm có hàm lượng chất xơ cao (320-350 g trên 1 kg chất khô) nhưng hàm lượng protein thô thấp (20-30 g), nếu xử lý với U-rê thì giá trị dinh dưỡng và tỷ lệ tiêu hoá sẽ được cải thiện đáng kể. Nhiều vùng đã sử dụng cây ngô già như một nguồn thức ăn thô nuôi trâu bò quan trọng (trong 1 kg thân lá cây ngô đã thu bắp trung bình có 600-700 g chất khô, 60-70 g protein, 280-300 g xơ). Ngoài ra ngọn lá sắn với năng suất 2500–3000 kg/ha còn lại sau khi thu hoạch củ cũng là nguồn thức ăn bổ sung protein thực vật đáng kể cho trâu bò cày kéo, tuy nhiên hiện nay nguồn thức ăn này còn sử dụng rất ít trong thực tế.
Củ quả cũng là một nguồn thức ăn quan trọng của trâu bò cày kéo. Thức ăn củ quả rất thích hợp cho quá trình lên men dạ cỏ. Thức ăn củ quả phổ biến là khoai, sắn, bí đỏ. Sắn củ là nguồn thức ăn rẻ tiền cung cấp năng lượng cho trâu bò cày kéo (trung bình trong 1 kg chất khô của củ sắn có 22-28 g protein; 3-4 g chất béo và 650 g tinh bột). Khoai lang, bí đỏ cũng rất tốt vừa cung cấp năng lượng vừa cung cấp nước nhất là sau khi trâu bò vừa cày kéo xong. Phụ phẩm công nghiệp chế biến như rỉ mật có được sau thu hoạch và chế biến đường là một trong những nguồn bổ sung năng lượng tốt cho trâu bò cày kéo. Những nguồn bã bia khá lớn và quanh năm cũng là nguồn thức ăn bổ sung vừa có giá trị năng lượng cao lại vừa có hàm lượng protein cao.

### Chăm sóc

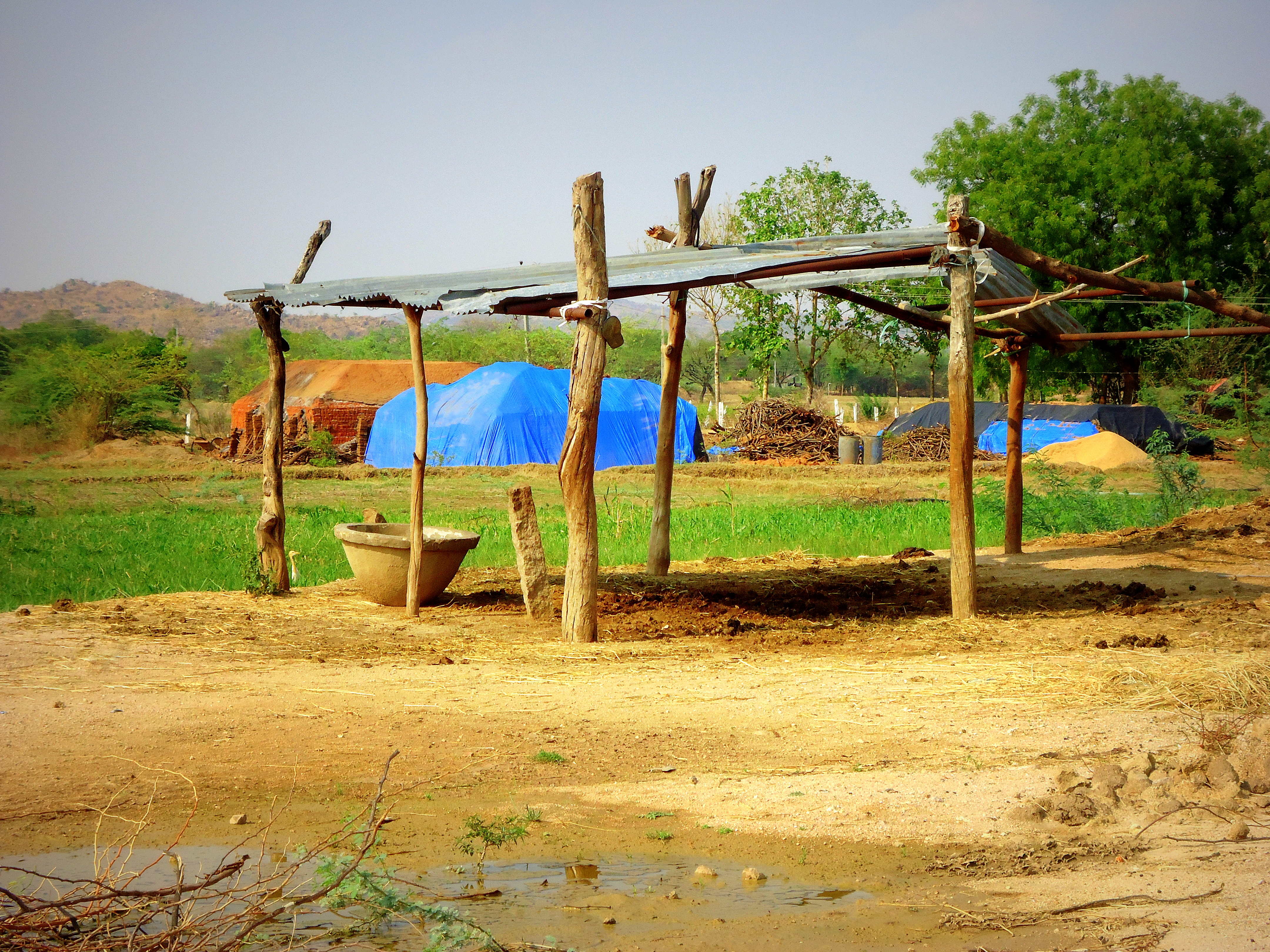
Một kiểu chuồng bò ở Ấn Độ

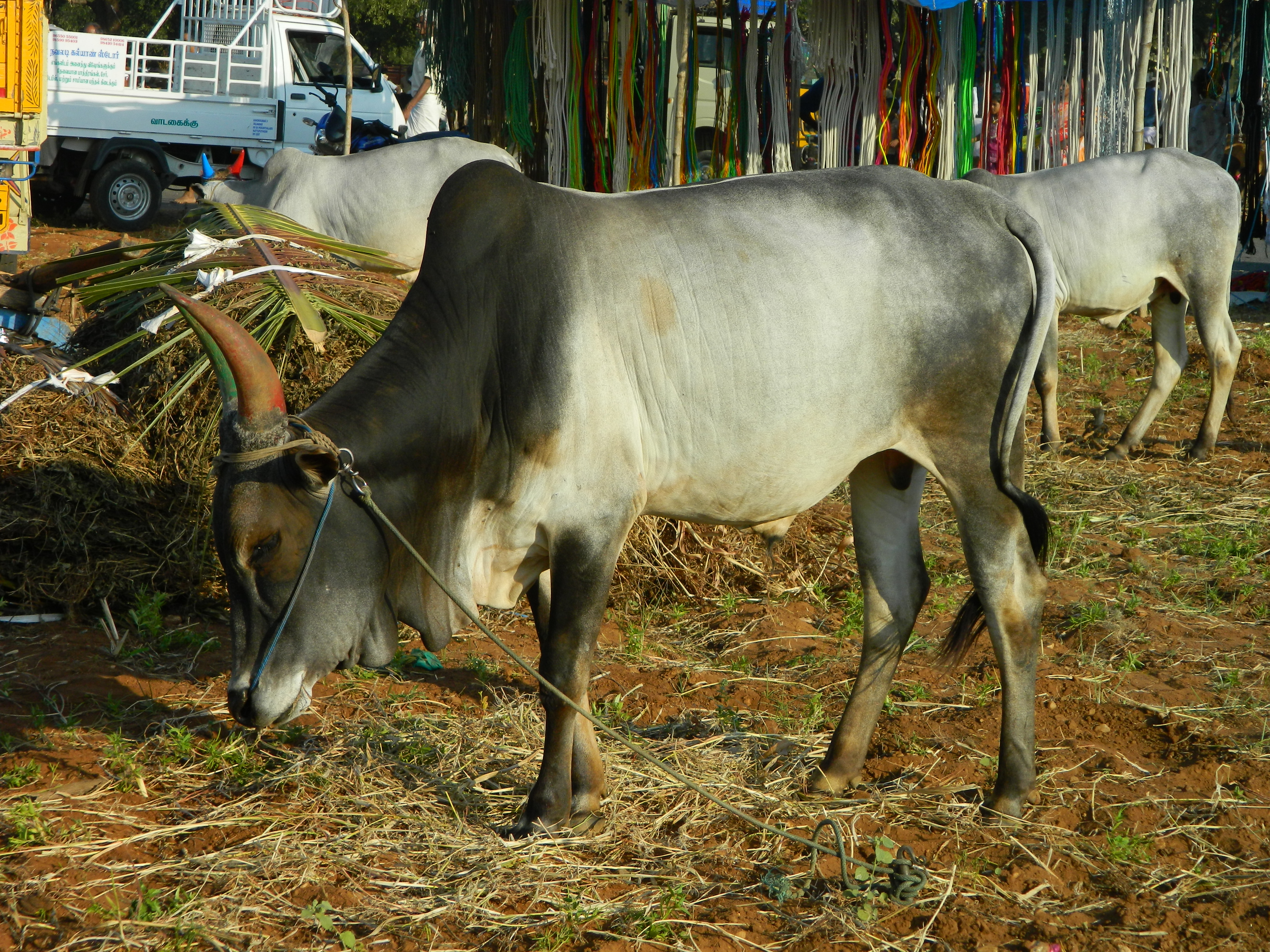
Một con bò kéo ở Ấn Độ

Khi chăm sóc sức khỏe trâu bò trong mùa cày kéo thì nên cung cấp thức ăn đầy đủ cả số lượng và chất lượng trong thời kỳ làm việc. Chuồng trại có đủ diện tích và không nên nhốt quá nhiều gia súc với nhiều loại tuổi và trạng thái sinh lý khác nhau trong một chuồng. Tránh làm việc trong điều kiện thời tiết khắc nghiệt, nhiệt độ quá nóng hoặc quá lạnh, hoặc tránh gió quá to. Luôn luôn cung cấp nước uống đầy đủ và thường xuyên, đối với trâu thì tốt nhất là cho chúng đầm tắm. Không để trâu bò làm việc quá lâu, làm việc quá nặng hoặc kéo quá tải so với sức khoẻ và trạng thái sinh lý của chúng.
Chuồng trại cho trâu bò cày kéo phải sạch sẽ, mùa hè đủ thoáng mát, mùa đông che ấm tránh gió lùa gây cảm lạnh. Mùa hè sau khi làm việc xong, hạn chế không chăn thả trên đông trống, nắng to, dễ gây cảm nắng, cho trâu nghỉ trưa trong bóng mát và cung cấp cỏ xanh tại chỗ, đồng thời cho trâu đầm tắm thoả thích. Mùa đông giá rét, để trâu bò khỏi đổ ngã, khi đi làm phủ bao tải lên thân trâu để giữ ấm và cho trâu bò ăn no đủ vào những thời điểm này. Tắm rửa thường xuyên, giữ cho cơ thể sạch sẽ là một trong những yêu cầu quan trọng của vệ sinh thú y, gây thoải mái trong cơ thể gia súc, hạn chế bệnh ký sinh trùng ngoài da, giữ cho lưu thông máu tốt và điều hoà thân nhiệt.
Tuyến mồ hôi của trâu không phát triển vì vậy để điều hoà thân nhiệt trâu rất thích đầm tắm, cần đáp ứng nhu cầu này của trâu nhất là trong mùa hè nóng nực. Mùa nóng, trâu phải được tắm chải hàng ngày, những ngày nắng nóng cho trâu ngâm mình đằm tắm 1-2 tiếng ở nơi nước sạch, mát thì càng tốt. Mùa lạnh thì hạn chế tắm nhưng khi trời ấm thì tranh thủ tắm nhanh cho trâu để giữ cho lông da sạch sẽ. Chải lông cho trâu bò là việc làm thường xuyên hàng ngày kể cả mùa nóng cũng như mùa lạnh để giữ lông da sạch sẽ, mịn màng, giúp khí huyết lưu thông, tăng cường trao đổi chất, kết hợp diệt chấy rận, ve mòng.
Vệ sinh chuồng trại Vệ sinh chuồng trại ảnh hưởng lớn đến sức khoẻ của trâu bò cũng như ảnh hường trực tiếp tới sức khỏe gia súc, hàng ngày dọn phân, rửa nền, thay độn chuồng nếu có trong mùa đông. Phải thu gọn về nơi cố định, ủ cùng chất độn chuồng một thời gian trước khi sử dụng bón cho cây trồng. Nước tiểu, nước rửa chuồng phải có chỗ chứa hoặc dùng tưới cho cây, tránh để chuồng lầy lội đầy phân, nước thải. Định kỳ phun thuốc diệt ruồi muỗi xung quanh chuồng trại. Hàng ngày phải cọ rửa máng ăn, máng uống và thay nước uống để tránh việc thức ăn không bị nhiễm khuẩn.
Giữ thức ăn, nước uống sạch sẽ, không dùng thức ăn bẩn, thiu thối, mốc. Tiêm phòng các bệnh truyền nhiễm hàng năm tiêm phòng vác xin định kỳ một số bệnh truyền nhiễm thường xảy ra ở trâu là bệnh dịch tả, bệnh tụ huyết trùng, bệnh nhiệt thán, bệnh lở mồm long móng. Định kỳ kiểm tra và tẩy ký sinh trùng Đối với ký sinh trùng ngoài da, ký sinh trùng đường máu, thường xuyên kiểm tra và xử lý kịp thời. Đối với ký sinh trùng đường ruột, tẩy giun cho bê nghé vào 3 tuần tuổi, 6 tháng tuổi ở năm đầu tiên theo quy trình kỹ thuật chăm sóc nuôi dưỡng bê nghé, đối với các loại trâu bò định kỳ tẩy giun sán mỗi năm 1-2 lần.

## Phòng bệnh

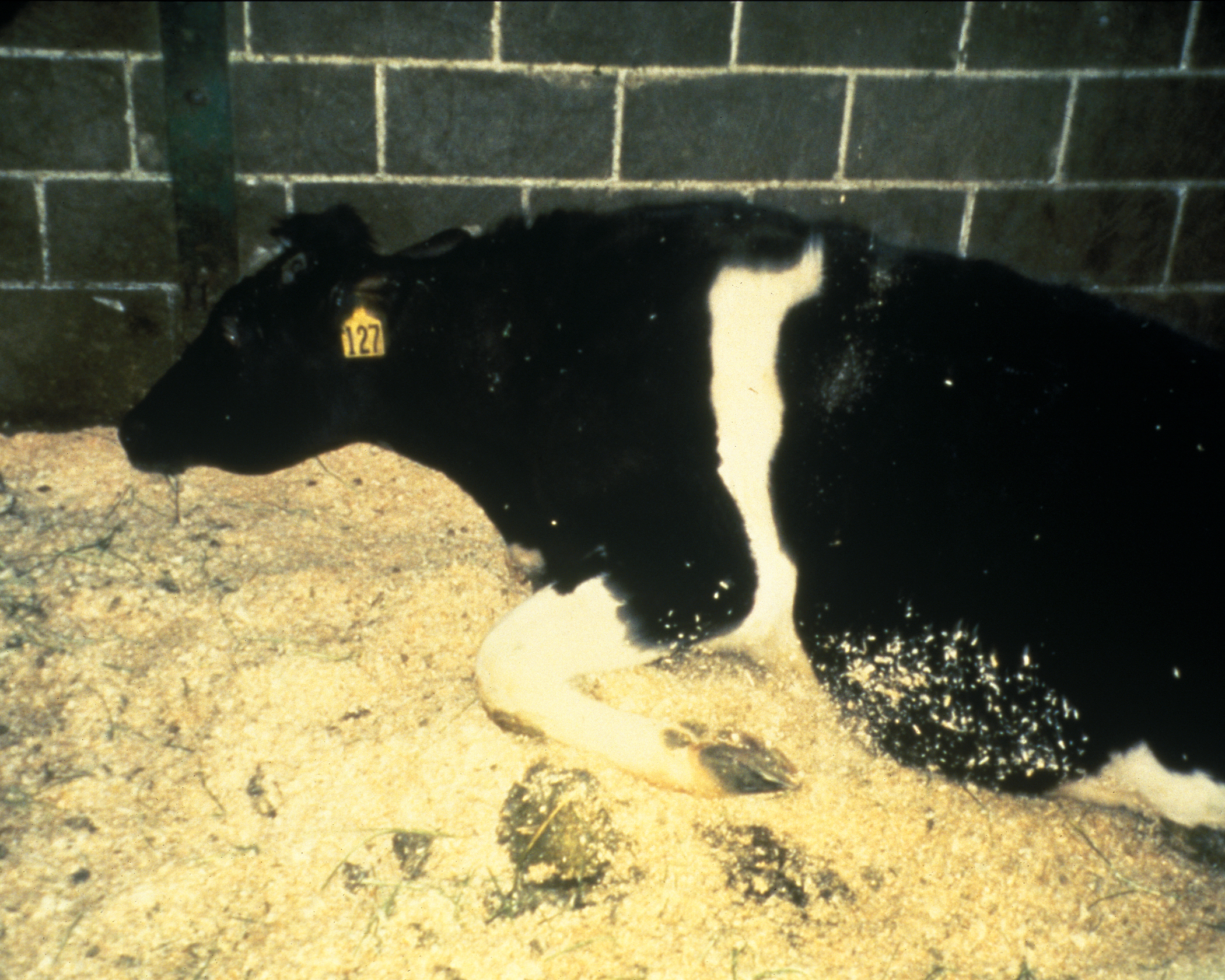
Đặc trưng của bệnh bò điên là con vật không thể đứng được

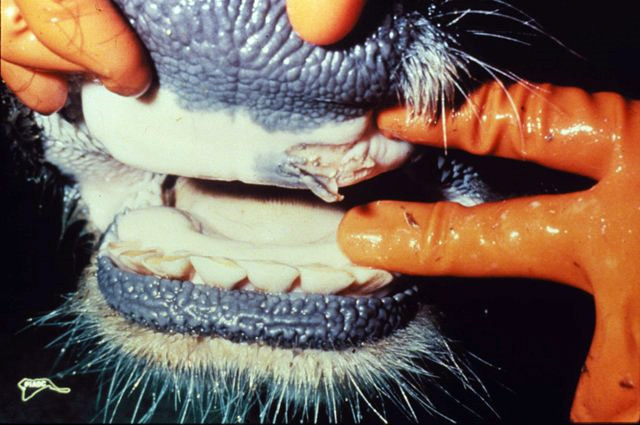
Lở mồm ở bò

Bệnh viêm não thể bọt biển ở bò (tiếng Anh là bovine spongiform encephalopathy, viết tắt BSE), thông thường được gọi là bệnh bò điên, là một loại bệnh gây suy thoái hệ thần kinh và gây chết ở gia súc, với cơ chế lây nhiễm làm các nhà sinh vật học kinh ngạc khi nó được khám phá vào cuối thế kỷ 20 và có vẻ như có thể lây nhiễm cho người. Mặc dù số gia súc bị giết không đáng kể so với các bệnh gia súc khủng khiếp khác như bệnh lở mồm long móng và rinderpest, bệnh bò điên đã thu hút sự chú ý rộng rãi vì người ta cho rằng bệnh này có thể lây qua người, tuy nhiên chưa chứng minh được là bệnh này có liên hệ với các dạng bệnh Creutzfeldt-Jakob là một loại bệnh viêm não ở người.
Bệnh lở mồm long móng (tiếng Anh: Foot-and-mouth disease, viết tắt FMD; tiếng Latin: Aphtae epizooticae), là một loại bệnh bệnh truyền nhiễm rất nguy hiểm do virus gây ra trên động vật móng guốc chẵn đặc biệt là bò và lợn. Bệnh này rất nguy hiểm vì bệnh lây lan rất nhanh qua nhiều con đường khác nhau như tiếp xúc trực tiếp giữa động vật với nhau, truyền qua không khí... Chính vì vậy mà Tổ chức Y tế Thế giới xếp bệnh lở mồm long móng đứng đầu các bệnh truyền nhiễm của động vật. Năm 1897, Friedrich Loeffler đã phát hiện bệnh lở mồm long móng đầu tiên do virus gây ra. Cho đến nay, người ta đã xác định có 7 dạng virus gây bệnh gồm các dạng A, O, C, SAT1, SAT2, SAT3 và Asia1. Ở vùng Đông Nam Á chủ yếu là 3 dạng A, O và Asia1.
Tùy từng điều kiện mà mỗi nơi có nhiều cách phòng chống với hiệu quả khác nhau. Cách tốt nhất để phòng bệnh là sử dụng vắc xin. Tuy nhiên, khi con vật đã nhiễm bệnh, hữu hiệu nhất là tiêu hủy toàn bộ số gia súc bị bệnh, điều này các nước châu Âu đã thực hiện khá hoàn hảo đầu năm 2001. Ở Việt Nam, người ta sử dụng một số hóa chất sát trùng như dung dịch xút 1%, nước vôi 5-10%, nước ôzôn và dung dịch anolit... để khử trùng môi trường, rửa bên ngoài vết thương. Nhưng các hóa chất này không thể dập tắt hoàn toàn dịch bệnh.
Bệnh lao bò (Mycobacterium bovis) là một dạng bệnh lao xảy ra ở động vật, chủ yếu là ở bò nhà. Bệnh này phát triển chậm (chu kỳ thế hệ từ 16 đến 20 tiếng) do vi khuẩn sinh vật Aerobic gây nên. M. bovis gây ra một tỷ lệ mắc bệnh tương đối nhỏ (<2%, khoảng 230 trường hợp) trong tổng số các trường hợp mắc bệnh lao tại Hoa Kỳ. Trước đây, lây truyền M.bovis từ gia súc sang người khá phổ biến ở Hoa Kỳ, tuy nhiên hiện nay đã giảm đáng kể do kiểm soát chặt chẽ dịch bệnh ở gia súc và tiệt trùng sữa bò. Không phải tất cả các trường hợp nhiễm lao đều bị bệnh lao. Do đó có thể không có triệu chứng nào cả. Ở người, các triệu chứng của bệnh lao M.bovis tương tự như các triệu chứng bệnh lao do M.tuberculosis: sốt, đổ mồ hôi đêm, giảm cân...Các triệu chứng khác có thể xảy ra tùy thuộc vào phần trên cơ thể bị ảnh hưởng.
Việc chẩn đoán và điều trị một số bệnh của bò sữa nên cần bác sĩ thú y có chuyên môn trong lĩnh vực bệnh bò sữa. Các biện pháp phòng bệnh chủ yếu là:
- Thường xuyên vệ sinh chuồng trại, bảo đảm chuồng trại luôn trong tình trạng sạch sẽ, thông thoáng
- Diệt ruồi, diệt muỗi và các loài ký sinh ngoài da
- Nuôi dưỡng đúng quy trình kỹ thuật
- Áp dụng các biện pháp phòng bệnh viêm vú
- Tiêm điều trị dự phòng ký sinh trùng đường máu
- Tiêm phòng bệnh tụ huyết trùng, dịch tả, lở mồm long móng.